# Torneo Revolución 2011 Liga Premier de Ascenso
El Torneo Revolución 2011 de la Liga Premier de Ascenso fue el 28º torneo corto que cerró la LXII temporada de la Segunda División. Contó con la participación de 37 equipos. El campeón de esta edición fue Chivas Rayadas quien derrotó a Bravos de Nuevo Laredo en la final. El ganador se enfrentó al Celaya FC en la búsqueda del pase a la Liga de Ascenso

## Sistema de competición
El sistema de competición de este torneo es el mismo del Torneo Independencia 2010. Este se desarrolla en dos fases:
- Fase de calificación: que se integra por las 12 jornadas del torneo.
- Fase final: que se integra por los partidos de ida y vuelta en rondas de octavos, cuartos de final, de semifinal y final.

### Fase de calificación
En la fase de calificación se observará el sistema de puntos. La ubicación en la tabla general está sujeta a lo siguiente:
En la fase de calificación se observará el sistema de puntos, apareciendo en los calendarios de juego 
primero el nombre del club local seguido del nombre del club visitante. 
La ubicación en las Tablas de Clasificación por Grupo estará sujeta al número de puntos obtenidos en 
cada partido de acuerdo al resultado. 
- Por juego ganado: 3 puntos
  - Si el equipo visitante gana el juego por diferencia de dos goles, se le otorgará 1 punto adicional. Aplica únicamente para partidos jugados; no aplica para partidos ganados por motivo de resolución.

- Por juego empatado: 1 punto
  - Tratándose de empates a dos o más goles, será obligatoria la participación de los Equipos participantes en una serie de tiros penales, conforme al criterio establecido en el Artículo 31 del presente Reglamento; otorgándosele 1 punto adicional al Equipo que resulte ganador de dicha serie.

- Por juego perdido: 0 puntos

En esta fase participan los 37 Clubes de la Liga Premier de Ascenso jugando en cada grupo todos contra todos durante las jornadas respectivas, a un solo partido.
El orden de los clubes al final de la Fase de Calificación del torneo corresponderá a la suma de los puntos obtenidos por cada uno de ellos y se presentará en forma descendente. Si al finalizar las 12 jornadas del torneo, dos o más clubes estuviesen empatados en puntos, su posición en la Tabla general será determinada atendiendo a los siguientes criterios de desempate:
1. Mejor diferencia entre los goles anotados y recibidos.
2. Mayor número de goles anotados.
3. Marcadores particulares entre los Clubes empatados.
4. Mayor número de goles anotados como visitante.
5. Mejor ubicado en la Tabla general de cociente.
6. Tabla Fair Play.
7. Sorteo.

Para determinar los lugares que ocuparán los clubes que participen en la fase final del torneo se tomará como base la Tabla general de clasificación.
Participan automáticamente por el título de Campeón de la Liga Premier de Ascenso los primeros 5 lugares de cada grupo y el mejor sexto sitio (16 en total).

### Fase final
Los 16 clubes calificados para esta fase del torneo serán reubicados de acuerdo con el lugar que ocupen en la Tabla general al término de la jornada 12, con el puesto del número uno al club mejor clasificado, y así hasta el #16. Los partidos a esta fase se desarrollarán a visita, en las siguientes etapas:
- Octavos de final
- Cuartos de final
- Semifinales
- Final

Los clubes vencedores en los partidos de octavos, cuartos de final y semifinal serán aquellos que en los dos juegos anoten el mayor número de goles. De existir empate en el número de goles anotados, la posición se definirá a favor del club con mayor cantidad de goles a favor cuando actúe como visitante.
Si una vez aplicado el criterio anterior los clubes siguieran empatados, se observará la posición de los clubes en la Tabla general de clasificación.
Los partidos correspondientes a la fase final se jugarán obligatoriamente los días miércoles y sábado, y jueves y domingo eligiendo, en su caso, exclusivamente en forma descendente, los cuatro Clubes mejor clasificados en la Tabla general al término de la jornada 12, el día y horario de su partido como local. Los siguientes cuatro Clubes podrán elegir únicamente el horario.
El Club vencedor de la Final y por lo tanto Campeón, será aquel que en los dos partidos anote el mayor número de goles. Si al término del tiempo reglamentario el partido está empatado, se agregarán dos tiempos extras de 15 minutos cada uno. De persistir el empate en estos periodos, se procederá a lanzar tiros penales hasta que resulte un vencedor.
Los partidos de Octavos de final se sortearán al finalizar el torneo regular, tomando siempre como equipos locales los que se encuentren en la mejor posición en la tabla respecto al rival.
Los partidos de cuartos de final se jugarán de la siguiente manera:
Llave 3 vs Llave 4
Llave 5 vs Llave 6
En las semifinales participarán los cuatro clubes vencedores de cuartos de final, reubicándolos del uno al cuatro, de acuerdo a su mejor posición en la Tabla general de clasificación al término de la jornada 15 del torneo correspondiente, enfrentándose:
Disputarán el título de Campeón de los Torneos de Independencia 2010 y Revolución 2011 los dos clubes vencedores de la fase semifinal correspondiente, reubicándolos del uno al dos, de acuerdo a su mejor posición en la Tabla general de clasificación al término de las jornadas de cada torneo.

## Equipos participantes

### Grupo 1 (Zona Sur)
| Equipo                     | Ciudad                         | Estadio                                  |
| -------------------------- | ------------------------------ | ---------------------------------------- |
| Atlético Tapatío           | Chalco, Estado de México       | Arreola                                  |
| Cuautitlán                 | Cuautitlán, Estado de México   | Los Pinos                                |
| Guerreros de Acapulco      | Acapulco, Guerrero             | Unidad Deportiva Acapulco                |
| Inter Playa del Carmen     | Playa del Carmen, Quintana Roo | Mario Villanueva Madrid                  |
| C.D. Lozaro                | Yautepec, Morelos              | Olímpico Centro Vacacional IMSS Oaxtepec |
| Ocelotes de la UNACH       | Tapachula, Chiapas             | Olímpico de Tapachula                    |
| Orizaba                    | Orizaba, Veracruz              | Socum                                    |
| Patriotas de Córdoba       | Córdoba, Veracruz              | Rafael Murillo Vidal                     |
| Pumas Naucalpan            | Cuernavaca, Morelos            | Centenario                               |
| Tecamachalco               | Huixquilucan, Estado de México | Neza 86                                  |
| Tiburones Rojos de Córdoba | Córdoba, Veracruz              | Luis "Pirata" Fuente                     |
| Titanes de Tulancingo      | Tulancingo, Hidalgo            | Primero de Mayo                          |
| Potros UAEM                | Toluca, Estado de México       | Universitario Alberto "Chivo" Córdoba    |

### Grupo 2 (Zona Central)
| Equipo                    | Ciudad                            | Estadio                        |
| ------------------------- | --------------------------------- | ------------------------------ |
| Bravos de Nuevo Laredo    | Nuevo Laredo, Tamaulipas          | Unidad Deportiva Benito Juárez |
| Celaya F.C.               | Celaya, Guanajuato                | Miguel Alemán Valdés           |
| Cruz Azul Jasso           | Jasso, Hidalgo                    | 10 de diciembre                |
| Ébano F.C.                | Ébano, San Luis Potosí            | Municipal de Ébano             |
| F.C. Excélsior            | Escobedo, Nuevo León              | Centro Deportivo Soriana       |
| C.D. Irapuato "B"         | Irapuato, Guanajuato              | Sergio León Chávez             |
| C.F. La Piedad            | Silao, Guanajuato                 | Municipal de Silao             |
| Querétaro F.C. "B"        | Corregidora, Querétaro            | Unidad Deportiva La Cañada     |
| Real Saltillo Soccer      | Saltillo, Coahuila                | Olímpico Francisco I. Madero   |
| San Miguel F.C. Caudillos | San Miguel de Allende, Guanajuato | José María "Capi" Correa       |
| Tampico Madero            | Tampico Madero, Tamaulipas        | Tamaulipas                     |
| Unión de Curtidores       | León, Guanajuato                  | Instituto Lux León             |
| Correcaminos UAT "B"      | Ciudad Victoria, Tamaulipas       | Profesor Eugenio Alvizo Porras |

### Grupo 3 (Zona Norte)
| Equipo                                     | Ciudad                   | Estadio                             |
| ------------------------------------------ | ------------------------ | ----------------------------------- |
| Águilas Reales de Zacatecas                | Zacatecas, Zacatecas     | Francisco Villa                     |
| Búhos de Hermosillo                        | Hermosillo, Sonora       | Héroe de Nacozari                   |
| Cachorros de la Universidad de Guadalajara | Zapopan, Jalisco         | Jalisco                             |
| Chivas Rayadas                             | Zapopan, Jalisco         | Omnilife / Verde Valle              |
| Delfines de Los Cabos                      | Puerto Vallarta, Jalisco | Agustín Flores Contreras            |
| Deportivo Guamúchil                        | Guamúchil, Sinaloa       | Coloso del Dique                    |
| Dorados de Los Mochis                      | Los Mochis, Sinaloa      | Centenario LM                       |
| Dorados UACH                               | Chihuahua, Chihuahua     | Olímpico UACH                       |
| Loros de la Universidad de Colima          | Colima, Colima           | Olímpico Universitario de Colima    |
| Obregón F.C.                               | Ciudad Obregón, Sonora   | Manuel Piri Sagasta / Hundido ITSON |
| Vaqueros de Ixtlán                         | Tonalá, Jalisco          | U.D. Revolución Mexicana            |

## Grupos

### Zona Sur
| Pos. | Equipo                     | Pts. | PJ | G | E | P | GF | GC | Dif. | Clasificación       |
| ---- | -------------------------- | ---- | -- | - | - | - | -- | -- | ---- | ------------------- |
| 1    | Cuautitlán                 | 24   | 12 | 6 | 5 | 1 | 19 | 10 | +9   | Liguilla de ascenso |
| 2    | Inter Playa del Carmen     | 24   | 12 | 7 | 2 | 3 | 17 | 10 | +7   | Liguilla de ascenso |
| 3    | Potros UAEM                | 23   | 12 | 5 | 5 | 2 | 17 | 9  | +8   | Liguilla de ascenso |
| 4    | Atlético Tapatío           | 21   | 12 | 5 | 4 | 3 | 18 | 13 | +5   | Liguilla de ascenso |
| 5    | Titanes de Tulancingo      | 20   | 12 | 6 | 2 | 4 | 22 | 20 | +2   | Liguilla de ascenso |
| 6    | C.D. Lozaro                | 19   | 12 | 5 | 3 | 4 | 17 | 13 | +4   |                     |
| 7    | Guerreros de Acapulco      | 19   | 12 | 4 | 4 | 4 | 12 | 11 | +1   |                     |
| 8    | Tiburones Rojos de Córdoba | 18   | 12 | 5 | 2 | 5 | 14 | 13 | +1   |                     |
| 9    | Tecamachalco               | 17   | 12 | 2 | 7 | 3 | 13 | 20 | −7   |                     |
| 10   | Pumas Naucalpan            | 15   | 12 | 3 | 4 | 5 | 14 | 19 | −5   |                     |
| 11   | Ocelotes UNACH             | 13   | 12 | 2 | 4 | 6 | 13 | 20 | −7   |                     |
| 12   | Patriotas de Córdoba       | 11   | 12 | 2 | 3 | 7 | 12 | 23 | −11  |                     |
| 13   | Albinegros de Orizaba      | 10   | 12 | 2 | 3 | 7 | 8  | 15 | −7   |                     |

 Fuente: RSSSF

### Zona Central
| Pos. | Equipo                    | Pts. | PJ | G | E | P | GF | GC | Dif. | Clasificación         |
| ---- | ------------------------- | ---- | -- | - | - | - | -- | -- | ---- | --------------------- |
| 1    | Celaya F.C. (A)           | 30   | 12 | 9 | 2 | 1 | 28 | 8  | +20  | Liguilla de ascenso   |
| 2    | Cruz Azul Jasso           | 27   | 12 | 7 | 4 | 1 | 24 | 13 | +11  | Liguilla de ascenso   |
| 3    | Bravos de Nuevo Laredo    | 26   | 12 | 8 | 1 | 3 | 31 | 12 | +19  | Liguilla de ascenso   |
| 4    | Correcaminos UAT "B"      | 24   | 12 | 6 | 4 | 2 | 13 | 7  | +6   | Liguilla de ascenso   |
| 5    | Tampico Madero            | 23   | 12 | 7 | 1 | 4 | 25 | 15 | +10  |                       |
| 6    | Unión de Curtidores       | 17   | 12 | 5 | 2 | 5 | 12 | 12 | 0    | Liguilla de ascenso   |
| 7    | C.F. La Piedad            | 16   | 12 | 4 | 3 | 5 | 13 | 17 | −4   |                       |
| 8    | Real Saltillo Soccer      | 16   | 12 | 4 | 2 | 6 | 12 | 17 | −5   |                       |
| 9    | F.C. Excélsior            | 15   | 12 | 4 | 2 | 6 | 15 | 18 | −3   |                       |
| 10   | Ébano F.C.                | 13   | 12 | 4 | 1 | 7 | 14 | 22 | −8   |                       |
| 11   | Querétaro F.C. "B"        | 9    | 12 | 1 | 5 | 6 | 10 | 19 | −9   |                       |
| 12   | San Miguel F.C. Caudillos | 9    | 12 | 1 | 4 | 7 | 10 | 30 | −20  |                       |
| 13   | C.D. Irapuato "B" (D)     | 9    | 12 | 1 | 3 | 8 | 9  | 26 | −17  | Descenso de Categoría |

 Fuente: RSSSF

### Zona Norte
| Pos. | Equipo                            | Pts. | PJ | G | E | P | GF | GC | Dif. | Clasificación         |
| ---- | --------------------------------- | ---- | -- | - | - | - | -- | -- | ---- | --------------------- |
| 1    | Loros de la Universidad de Colima | 23   | 10 | 5 | 4 | 1 | 18 | 7  | +11  | Liguilla de ascenso   |
| 2    | Vaqueros de Ixtlán                | 19   | 10 | 5 | 3 | 2 | 15 | 8  | +7   | Liguilla de ascenso   |
| 3    | Chivas Rayadas (C)                | 19   | 10 | 5 | 3 | 2 | 19 | 16 | +3   | Liguilla de ascenso   |
| 4    | Búhos de Hermosillo               | 16   | 10 | 4 | 3 | 3 | 13 | 13 | 0    | Liguilla de ascenso   |
| 5    | Delfines de Los Cabos             | 16   | 10 | 3 | 4 | 3 | 15 | 13 | +2   | Liguilla de ascenso   |
| 6    | Cachorros U. de G.                | 16   | 10 | 4 | 3 | 3 | 20 | 17 | +3   | Liguilla de ascenso   |
| 7    | Deportivo Guamúchil               | 14   | 10 | 1 | 7 | 2 | 7  | 8  | −1   |                       |
| 8    | Águilas Reales de Zacatecas (D)   | 13   | 10 | 3 | 3 | 4 | 7  | 13 | −6   | Descenso de Categoría |
| 9    | Dorados Fuerza UACH               | 11   | 10 | 3 | 2 | 5 | 16 | 18 | −2   |                       |
| 10   | Dorados Los Mochis                | 10   | 10 | 3 | 1 | 6 | 12 | 14 | −2   |                       |
| 11   | Obregón F.C.                      | 8    | 10 | 1 | 3 | 6 | 13 | 28 | −15  |                       |

 Fuente: RSSSF

## Tabla general
| Pos. | Equipo                            | Pts. | PJ | G | E | P | GF | GC | Dif. | Clasificación         |
| ---- | --------------------------------- | ---- | -- | - | - | - | -- | -- | ---- | --------------------- |
| 1    | Celaya F.C. (A)                   | 30   | 12 | 9 | 2 | 1 | 28 | 8  | +20  | Liguilla de ascenso   |
| 2    | Cruz Azul Jasso                   | 27   | 12 | 7 | 4 | 1 | 24 | 13 | +11  | Liguilla de ascenso   |
| 3    | Bravos de Nuevo Laredo            | 26   | 12 | 8 | 1 | 3 | 31 | 12 | +19  | Liguilla de ascenso   |
| 4    | Cuautitlán                        | 24   | 12 | 6 | 5 | 1 | 19 | 10 | +9   | Liguilla de ascenso   |
| 5    | Inter Playa del Carmen            | 24   | 12 | 7 | 2 | 3 | 17 | 10 | +7   | Liguilla de ascenso   |
| 6    | Correcaminos UAT "B"              | 24   | 12 | 6 | 4 | 2 | 13 | 7  | +6   | Liguilla de ascenso   |
| 7    | Loros de la Universidad de Colima | 23   | 10 | 5 | 4 | 1 | 18 | 7  | +11  | Liguilla de ascenso   |
| 8    | Tampico Madero                    | 23   | 12 | 7 | 1 | 4 | 25 | 15 | +10  |                       |
| 9    | Potros UAEM                       | 23   | 12 | 5 | 5 | 2 | 17 | 9  | +8   | Liguilla de ascenso   |
| 10   | Atlético Tapatío                  | 21   | 12 | 5 | 4 | 3 | 18 | 13 | +5   | Liguilla de ascenso   |
| 11   | Titanes de Tulancingo             | 20   | 12 | 6 | 2 | 4 | 22 | 20 | +2   | Liguilla de ascenso   |
| 12   | C.D. Lozaro                       | 19   | 12 | 5 | 3 | 4 | 17 | 13 | +4   |                       |
| 13   | Vaqueros de Ixtlán                | 19   | 10 | 5 | 3 | 2 | 15 | 8  | +7   | Liguilla de ascenso   |
| 14   | Chivas Rayadas (C)                | 19   | 10 | 5 | 3 | 2 | 19 | 16 | +3   | Liguilla de ascenso   |
| 15   | Guerreros de Acapulco             | 19   | 12 | 4 | 4 | 4 | 12 | 11 | +1   |                       |
| 16   | Tiburones Rojos de Córdoba        | 18   | 12 | 5 | 2 | 5 | 14 | 13 | +1   |                       |
| 17   | Unión de Curtidores               | 17   | 12 | 5 | 2 | 5 | 12 | 12 | 0    | Liguilla de ascenso   |
| 18   | Tecamachalco                      | 17   | 12 | 2 | 7 | 3 | 13 | 20 | −7   |                       |
| 19   | Búhos de Hermosillo               | 16   | 10 | 4 | 3 | 3 | 13 | 13 | 0    | Liguilla de ascenso   |
| 20   | Delfines de Los Cabos             | 16   | 10 | 3 | 4 | 3 | 15 | 13 | +2   | Liguilla de ascenso   |
| 21   | Cachorros U. de G.                | 16   | 10 | 4 | 3 | 3 | 20 | 17 | +3   | Liguilla de ascenso   |
| 22   | C.F. La Piedad                    | 16   | 12 | 4 | 3 | 5 | 13 | 17 | −4   |                       |
| 23   | Real Saltillo Soccer              | 16   | 12 | 4 | 2 | 6 | 12 | 17 | −5   |                       |
| 24   | F.C. Excélsior                    | 15   | 12 | 4 | 2 | 6 | 15 | 18 | −3   |                       |
| 25   | Pumas Naucalpan                   | 15   | 12 | 3 | 4 | 5 | 14 | 19 | −5   |                       |
| 26   | Deportivo Guamúchil               | 14   | 10 | 1 | 7 | 2 | 7  | 8  | −1   |                       |
| 27   | Águilas Reales de Zacatecas (D)   | 13   | 10 | 3 | 3 | 4 | 7  | 13 | −6   | Descenso de Categoría |
| 28   | Ocelotes UNACH                    | 13   | 12 | 2 | 4 | 6 | 13 | 20 | −7   |                       |
| 29   | Ébano F.C.                        | 13   | 12 | 4 | 1 | 7 | 14 | 22 | −8   |                       |
| 30   | Dorados Fuerza UACH               | 11   | 10 | 3 | 2 | 5 | 16 | 18 | −2   |                       |
| 31   | Patriotas de Córdoba              | 11   | 12 | 2 | 3 | 7 | 12 | 23 | −11  |                       |
| 32   | Dorados Los Mochis                | 10   | 10 | 3 | 1 | 6 | 12 | 14 | −2   |                       |
| 33   | Albinegros de Orizaba             | 10   | 12 | 2 | 3 | 7 | 8  | 15 | −7   |                       |
| 34   | Querétaro F.C. "B"                | 9    | 12 | 1 | 5 | 6 | 10 | 19 | −9   |                       |
| 35   | San Miguel F.C. Caudillos         | 9    | 12 | 1 | 4 | 7 | 10 | 30 | −20  |                       |
| 36   | C.D. Irapuato "B" (D)             | 9    | 12 | 1 | 3 | 8 | 9  | 26 | −17  | Descenso de Categoría |
| 37   | Obregón F.C.                      | 8    | 10 | 1 | 3 | 6 | 13 | 28 | −15  |                       |

 Fuente: RSSSF

## Torneo regular
| Jornada 1            | Jornada 1 | Jornada 1            | Jornada 1                    | Jornada 1            | Jornada 1            | Jornada 1 | Jornada 1 | Jornada 1 | Jornada 1 | Jornada 1 |
| Grupo A              | Grupo A   | Grupo A              | Grupo A                      | Grupo A              | Grupo A              | Grupo A   | Grupo A   | Grupo A   | Grupo A   | Grupo A   |
| Local                | Resultado | Visitante            | Estadio                      | Fecha                | Hora                 |           |           |           |           |           |
| -------------------- | --------- | -------------------- | ---------------------------- | -------------------- | -------------------- | --------- | --------- | --------- | --------- | --------- |
| CD Lozaro            | 3 - 0     | Atlético Tapatío     | Olímpico de Oaxtepec         | 15 de enero          | 15:00                |           |           |           |           |           |
| Inter Playa          | 1 - 0     | Pumas Naucalpan      | Mario Villanueva Madrid      | 15 de enero          | 15:00                |           |           |           |           |           |
| Patriotas            | 3 - 2     | Titanes              | Rafael Murillo Vidal         | 15 de enero          | 15:00                |           |           |           |           |           |
| Tiburones Rojos      | 1 - 0     | Ocelotes UNACH       | Luis "Pirata" Fuente         | 16 de enero          | 11:00                |           |           |           |           |           |
| Orizaba              | 0 - 2     | Cuautitlán           | Socum                        | 16 de enero          | 12:00                |           |           |           |           |           |
| Potros UAEM          | 2 - 2     | Tecamachalco         | Alberto "Chivo" Córdoba      | 22 de marzo          | 19:00                |           |           |           |           |           |
| DESCANSO             | DESCANSO  | DESCANSO             | Guerreros Acapulco           | Guerreros Acapulco   | Guerreros Acapulco   |           |           |           |           |           |
| Grupo B              |           |                      |                              |                      |                      |           |           |           |           |           |
| Local                | Resultado | Visitante            | Estadio                      | Fecha                | Hora                 |           |           |           |           |           |
| La Piedad            | 0 - 2     | FC Excélsior         | Municipal de Silao           | 13 de enero          | 16:00                |           |           |           |           |           |
| Cruz Azul Jasso      | 3 - 1     | Correcaminos UAT "B" | 10 de diciembre              | 15 de enero          | 11:00                |           |           |           |           |           |
| Real Saltillo Soccer | 2 - 1     | Bravos               | Olímpico Francisco I. Madero | 15 de enero          | 15:30                |           |           |           |           |           |
| Unión de Curtidores  | 2 - 0     | Ébano FC             | Instituto Lux                | 15 de enero          | 17:00                |           |           |           |           |           |
| Tampico Madero       | 1 - 2     | Celaya FC            | Tamaulipas                   | 15 de enero          | 19:00                |           |           |           |           |           |
| Irapuato             | 0 - 1     | Querétaro "B"        | Sergio León Chávez           | 17 de marzo          | 11:00                |           |           |           |           |           |
| DESCANSO             | DESCANSO  | DESCANSO             | San Miguel Caudillos         | San Miguel Caudillos | San Miguel Caudillos |           |           |           |           |           |
| Grupo C              |           |                      |                              |                      |                      |           |           |           |           |           |
| Local                | Resultado | Visitante            | Estadio                      | Fecha                | Hora                 |           |           |           |           |           |
| Cachorros U. de G.   | 1 - 1     | Loros de Colima      | Jalisco                      | 21 de enero          | 16:00                |           |           |           |           |           |
| Dorados UACH         | 5 - 3     | Dorados Los Mochis   | Olímpico UACH                | 21 de enero          | 19:00                |           |           |           |           |           |
| Águilas Reales       | 0 - 0     | Deportivo Guamúchil  | Francisco Villa              | 22 de enero          | 16:00                |           |           |           |           |           |
| Obregón FC           | 1 - 2     | Chivas Rayadas       | Manuel "Piri" Sagasta        | 22 de enero          | 17:00                |           |           |           |           |           |
| Vaqueros de Ixtlán   | 2 - 0     | Delfines Los Cabos   | U.D. Revolución Mexicana     | 9 de febrero         | 16:00                |           |           |           |           |           |
| DESCANSO             | DESCANSO  | DESCANSO             | Búhos de Hermosillo          | Búhos de Hermosillo  | Búhos de Hermosillo  |           |           |           |           |           |

| Jornada 2            | Jornada 2 | Jornada 2            | Jornada 2                | Jornada 2      | Jornada 2      | Jornada 2 | Jornada 2 | Jornada 2 | Jornada 2 | Jornada 2 |
| Grupo A              | Grupo A   | Grupo A              | Grupo A                  | Grupo A        | Grupo A        | Grupo A   | Grupo A   | Grupo A   | Grupo A   | Grupo A   |
| Local                | Resultado | Visitante            | Estadio                  | Fecha          | Hora           |           |           |           |           |           |
| -------------------- | --------- | -------------------- | ------------------------ | -------------- | -------------- | --------- | --------- | --------- | --------- | --------- |
| Cuautitlán           | 1 - 2     | Inter Playa          | Los Pinos                | 21 de enero    | 15:00          |           |           |           |           |           |
| Ocelotes UNACH       | 0 - 2     | CD Lozaro            | Olímpico de Tapachula    | 22 de enero    | 15:00          |           |           |           |           |           |
| Atlético Tapatío     | 3 - 1     | Patriotas            | Arreola                  | 22 de enero    | 16:00          |           |           |           |           |           |
| Pumas Naucalpan      | 2 - 1     | Tiburones Rojos      | Centenario               | 22 de enero    | 16:00          |           |           |           |           |           |
| Titanes              | 4 - 1     | Potros UAEM          | Primero de Mayo          | 23 de enero    | 12:00          |           |           |           |           |           |
| Tecamachalco         | 1 - 4     | Guerreros Acapulco   | Neza 86                  | 16 de marzo    | 14:00          |           |           |           |           |           |
| DESCANSO             | DESCANSO  | DESCANSO             | Orizaba                  | Orizaba        | Orizaba        |           |           |           |           |           |
| Grupo B              |           |                      |                          |                |                |           |           |           |           |           |
| Local                | Resultado | Visitante            | Estadio                  | Fecha          | Hora           |           |           |           |           |           |
| Querétaro "B"        | 2 - 2     | San Miguel Caudillos | U.D. La Cañada           | 21 de enero    | 16:00          |           |           |           |           |           |
| Correcaminos UAT "B" | 0 - 0     | Unión de Curtidores  | Eugenio Alvizo Porras    | 21 de enero    | 16:00          |           |           |           |           |           |
| Bravos               | 3 - 1     | Cruz Azul Jasso      | U.D. Benito Juárez       | 21 de enero    | 19:30          |           |           |           |           |           |
| FC Excélsior         | 1 - 2     | Real Saltillo Soccer | Centro Deportivo Soriana | 22 de enero    | 11:00          |           |           |           |           |           |
| Celaya FC            | 4 - 0     | La Piedad            | Miguel Alemán Valdés     | 22 de enero    | 20:00          |           |           |           |           |           |
| Ébano FC             | 1 - 1     | Irapuato             | Municipal de Ébano       | 23 de enero    | 15:00          |           |           |           |           |           |
| DESCANSO             | DESCANSO  | DESCANSO             | Tampico Madero           | Tampico Madero | Tampico Madero |           |           |           |           |           |
| Grupo C              |           |                      |                          |                |                |           |           |           |           |           |
| Local                | Resultado | Visitante            | Estadio                  | Fecha          | Hora           |           |           |           |           |           |
| Chivas Rayadas       | 2 - 2     | Loros de Colima      | Omnilife                 | 28 de enero    | 16:00          |           |           |           |           |           |
| Búhos de Hermosillo  | 0 - 0     | Deportivo Guamúchil  | Héroe de Nacozari        | 28 de enero    | 20:00          |           |           |           |           |           |
| Dorados Los Mochis   | 0 - 2     | Vaqueros de Ixtlán   | Centenario LM            | 29 de enero    | 15:00          |           |           |           |           |           |
| Cachorros U. de G.   | 2 - 1     | Dorados UACH         | Jalisco                  | 30 de enero    | 12:00          |           |           |           |           |           |
| Delfines Los Cabos   | 1 - 1     | Águilas Reales       | Agustín Flores Contreras | 9 de marzo     | 16:30          |           |           |           |           |           |
| DESCANSO             | DESCANSO  | DESCANSO             | Obregón FC               | Obregón FC     | Obregón FC     |           |           |           |           |           |

| Jornada 3            | Jornada 3 | Jornada 3           | Jornada 3                    | Jornada 3      | Jornada 3      | Jornada 3 | Jornada 3 | Jornada 3 | Jornada 3 |
| Grupo A              | Grupo A   | Grupo A             | Grupo A                      | Grupo A        | Grupo A        | Grupo A   | Grupo A   | Grupo A   | Grupo A   |
| Local                | Resultado | Visitante           | Estadio                      | Fecha          | Hora           |           |           |           |           |
| -------------------- | --------- | ------------------- | ---------------------------- | -------------- | -------------- | --------- | --------- | --------- | --------- |
| CD Lozaro            | 3 - 0     | Pumas Naucalpan     | Olímpico de Oaxtepec         | 29 de enero    | 15:00          |           |           |           |           |
| Ocelotes UNACH       | 1 - 1     | Atlético Tapatío    | Olímpico de Tapachula        | 29 de enero    | 15:00          |           |           |           |           |
| Orizaba              | 1 - 1     | Tecamachalco        | Socum                        | 29 de enero    | 15:00          |           |           |           |           |
| Potros UAEM          | 0 - 0     | Patriotas           | Alberto "Chivo" Córdoba      | 29 de enero    | 19:00          |           |           |           |           |
| Guerreros Acapulco   | 3 - 1     | Titanes             | Unidad Deportiva Acapulco    | 29 de enero    | 20:00          |           |           |           |           |
| Tiburones Rojos      | 1 - 2     | Cuautitlán          | Luis "Pirata" Fuente         | 30 de enero    | 11:00          |           |           |           |           |
| DESCANSO             | DESCANSO  | DESCANSO            | Inter Playa                  | Inter Playa    | Inter Playa    |           |           |           |           |
| Grupo B              |           |                     |                              |                |                |           |           |           |           |
| Local                | Resultado | Visitante           | Estadio                      | Fecha          | Hora           |           |           |           |           |
| Correcaminos UAT "B" | 2 - 0     | Ébano FC            | Eugenio Alvizo Porras        | 28 de enero    | 16:00          |           |           |           |           |
| Cruz Azul Jasso      | 3 - 1     | FC Excélsior        | 10 de diciembre              | 29 de enero    | 11:00          |           |           |           |           |
| San Miguel Caudillos | 1 - 1     | Irapuato            | José María "Capi" Correa     | 29 de enero    | 15:00          |           |           |           |           |
| Unión de Curtidores  | 2 - 0     | Bravos              | Instituto Lux                | 29 de enero    | 17:00          |           |           |           |           |
| Tampico Madero       | 4 - 1     | Querétaro "B"       | Tamaulipas                   | 29 de enero    | 19:00          |           |           |           |           |
| Real Saltillo Soccer | 0 - 3     | Celaya FC           | Olímpico Francisco I. Madero | 29 de enero    | 19:30          |           |           |           |           |
| DESCANSO             | DESCANSO  | DESCANSO            | La Piedad                    | La Piedad      | La Piedad      |           |           |           |           |
| Grupo C              |           |                     |                              |                |                |           |           |           |           |
| Local                | Resultado | Visitante           | Estadio                      | Fecha          | Hora           |           |           |           |           |
| Dorados UACH         | 0 - 0     | Loros de Colima     | Olímpico UACH                | 4 de febrero   | 19:00          |           |           |           |           |
| Búhos de Hermosillo  | 1 - 1     | Delfines Los Cabos  | Héroe de Nacozari            | 5 de febrero   | 13:00          |           |           |           |           |
| Águilas Reales       | 1 - 0     | Dorados Los Mochis  | Francisco Villa              | 5 de febrero   | 16:00          |           |           |           |           |
| Obregón FC           | 2 - 2     | Deportivo Guamúchil | Hundido ITSON                | 5 de febrero   | 19:00          |           |           |           |           |
| Vaqueros de Ixtlán   | 1 - 1     | Cachorros U. de G.  | U.D. Revolución Mexicana     | 6 de febrero   | 16:00          |           |           |           |           |
| DESCANSO             | DESCANSO  | DESCANSO            | Chivas Rayadas               | Chivas Rayadas | Chivas Rayadas |           |           |           |           |

| Jornada 4          | Jornada 4 | Jornada 4            | Jornada 4                        | Jornada 4            | Jornada 4            | Jornada 4 | Jornada 4 | Jornada 4 | Jornada 4 | Jornada 4 |
| Grupo A            | Grupo A   | Grupo A              | Grupo A                          | Grupo A              | Grupo A              | Grupo A   | Grupo A   | Grupo A   | Grupo A   | Grupo A   |
| Local              | Resultado | Visitante            | Estadio                          | Fecha                | Hora                 |           |           |           |           |           |
| ------------------ | --------- | -------------------- | -------------------------------- | -------------------- | -------------------- | --------- | --------- | --------- | --------- | --------- |
| Tecamachalco       | 0 - 0     | Inter Playa          | Neza 86                          | 4 de febrero         | 14:00                |           |           |           |           |           |
| Cuautitlán         | 0 - 0     | CD Lozaro            | Los Pinos                        | 4 de febrero         | 15:00                |           |           |           |           |           |
| Patriotas          | 0 - 1     | Guerreros Acapulco   | Rafael Murillo Vidal             | 5 de febrero         | 15:00                |           |           |           |           |           |
| Atlético Tapatío   | 0 - 0     | Potros UAEM          | Arreola                          | 5 de febrero         | 16:00                |           |           |           |           |           |
| Pumas Naucalpan    | 4 - 2     | Ocelotes UNACH       | Centenario                       | 5 de febrero         | 16:00                |           |           |           |           |           |
| Titanes            | 0 - 3     | Orizaba              | Primero de Mayo                  | 6 de febrero         | 12:00                |           |           |           |           |           |
| DESCANSO           | DESCANSO  | DESCANSO             | Tiburones Rojos                  | Tiburones Rojos      | Tiburones Rojos      |           |           |           |           |           |
| Grupo B            |           |                      |                                  |                      |                      |           |           |           |           |           |
| Local              | Resultado | Visitante            | Estadio                          | Fecha                | Hora                 |           |           |           |           |           |
| Querétaro "B"      | 0 - 2     | La Piedad            | U.D. La Cañada                   | 4 de febrero         | 16:00                |           |           |           |           |           |
| Bravos             | 0 - 1     | Correcaminos UAT "B" | U.D. Benito Juárez               | 4 de febrero         | 19:30                |           |           |           |           |           |
| FC Excélsior       | 0 - 1     | Unión de Curtidores  | Centro Deportivo Soriana         | 5 de febrero         | 11:00                |           |           |           |           |           |
| Celaya FC          | 0 - 0     | Cruz Azul Jasso      | Miguel Alemán Valdés             | 5 de febrero         | 20:00                |           |           |           |           |           |
| Ébano FC           | 3 - 1     | San Miguel Caudillos | Municipal de Ébano               | 6 de febrero         | 15:00                |           |           |           |           |           |
| Irapuato           | 1 - 2     | Tampico Madero       | Sergio León Chávez               | 7 de febrero         | 11:00                |           |           |           |           |           |
| DESCANSO           | DESCANSO  | DESCANSO             | Real Saltillo Soccer             | Real Saltillo Soccer | Real Saltillo Soccer |           |           |           |           |           |
| Grupo C            |           |                      |                                  |                      |                      |           |           |           |           |           |
| Local              | Resultado | Visitante            | Estadio                          | Fecha                | Hora                 |           |           |           |           |           |
| Chivas Rayadas     | 3 - 2     | Dorados UACH         | Omnilife                         | 11 de febrero        | 16:00                |           |           |           |           |           |
| Dorados Los Mochis | 3 - 0     | Búhos de Hermosillo  | Centenario LM                    | 12 de febrero        | 15:00                |           |           |           |           |           |
| Delfines Los Cabos | 2 - 2     | Obregón FC           | Agustín Flores Contreras         | 12 de febrero        | 16:30                |           |           |           |           |           |
| Loros de Colima    | 0 - 2     | Vaqueros de Ixtlán   | Olímpico Universitario de Colima | 12 de febrero        | 20:00                |           |           |           |           |           |
| Cachorros U. de G. | 2 - 0     | Águilas Reales       | Jalisco                          | 13 de febrero        | 16:00                |           |           |           |           |           |
| DESCANSO           | DESCANSO  | DESCANSO             | Deportivo Guamúchil              | Deportivo Guamúchil  | Deportivo Guamúchil  |           |           |           |           |           |

| Jornada 5            | Jornada 5 | Jornada 5            | Jornada 5                    | Jornada 5          | Jornada 5          | Jornada 5 | Jornada 5 | Jornada 5 | Jornada 5 | Jornada 5 |
| Grupo A              | Grupo A   | Grupo A              | Grupo A                      | Grupo A            | Grupo A            | Grupo A   | Grupo A   | Grupo A   | Grupo A   | Grupo A   |
| Local                | Resultado | Visitante            | Estadio                      | Fecha              | Hora               |           |           |           |           |           |
| -------------------- | --------- | -------------------- | ---------------------------- | ------------------ | ------------------ | --------- | --------- | --------- | --------- | --------- |
| Pumas Naucalpan      | 1 - 0     | Atlético Tapatío     | Centenario                   | 12 de febrero      | 13:00              |           |           |           |           |           |
| Ocelotes UNACH       | 2 - 3     | Cuautitlán           | Olímpico de Tapachula        | 12 de febrero      | 15:00              |           |           |           |           |           |
| Inter Playa          | 3 - 1     | Titanes              | Mario Villanueva Madrid      | 12 de febrero      | 15:00              |           |           |           |           |           |
| Orizaba              | 1 - 0     | Patriotas            | Socum                        | 12 de febrero      | 15:00              |           |           |           |           |           |
| Guerreros Acapulco   | 0 - 0     | Potros UAEM          | Unidad Deportiva Acapulco    | 12 de febrero      | 20:00              |           |           |           |           |           |
| Tiburones Rojos      | 0 - 0     | Tecamachalco         | Luis "Pirata" Fuente         | 13 de febrero      | 11:00              |           |           |           |           |           |
| DESCANSO             | DESCANSO  | DESCANSO             | CD Lozaro                    | CD Lozaro          | CD Lozaro          |           |           |           |           |           |
| Grupo B              |           |                      |                              |                    |                    |           |           |           |           |           |
| Local                | Resultado | Visitante            | Estadio                      | Fecha              | Hora               |           |           |           |           |           |
| Correcaminos UAT "B" | 1 - 2     | FC Excélsior         | Eugenio Alvizo Porras        | 11 de febrero      | 16:00              |           |           |           |           |           |
| Bravos               | 6 - 1     | Ébano FC             | U.D. Benito Juárez           | 11 de febrero      | 19:30              |           |           |           |           |           |
| Real Saltillo Soccer | 1 - 1     | Querétaro "B"        | Olímpico Francisco I. Madero | 11 de febrero      | 19:30              |           |           |           |           |           |
| Unión de Curtidores  | 2 - 4     | Celaya FC            | Instituto Lux                | 12 de febrero      | 17:00              |           |           |           |           |           |
| Tampico Madero       | 5 - 0     | San Miguel Caudillos | Tamaulipas                   | 12 de febrero      | 19:00              |           |           |           |           |           |
| La Piedad            | 1 - 1     | Irapuato             | Municipal de Silao           | 14 de febrero      | 16:00              |           |           |           |           |           |
| DESCANSO             | DESCANSO  | DESCANSO             | Cruz Azul Jasso              | Cruz Azul Jasso    | Cruz Azul Jasso    |           |           |           |           |           |
| Grupo C              |           |                      |                              |                    |                    |           |           |           |           |           |
| Local                | Resultado | Visitante            | Estadio                      | Fecha              | Hora               |           |           |           |           |           |
| Obregón FC           | 1 - 0     | Dorados Los Mochis   | Hundido ITSON                | 18 de febrero      | 17:00              |           |           |           |           |           |
| Búhos de Hermosillo  | 4 - 2     | Cachorros U. de G.   | Héroe de Nacozari            | 18 de febrero      | 20:00              |           |           |           |           |           |
| Águilas Reales       | 0 - 5     | Loros de Colima      | Francisco Villa              | 19 de febrero      | 16:00              |           |           |           |           |           |
| Deportivo Guamúchil  | 1 - 1     | Chivas Rayadas       | Coloso del Dique             | 19 de febrero      | 21:05              |           |           |           |           |           |
| Vaqueros de Ixtlán   | 1 - 2     | Dorados UACH         | U.D. Revolución Mexicana     | 20 de febrero      | 16:00              |           |           |           |           |           |
| DESCANSO             | DESCANSO  | DESCANSO             | Delfines Los Cabos           | Delfines Los Cabos | Delfines Los Cabos |           |           |           |           |           |

| Jornada 6            | Jornada 6 | Jornada 6            | Jornada 6                        | Jornada 6           | Jornada 6           | Jornada 6 | Jornada 6 | Jornada 6 | Jornada 6 | Jornada 6 |
| Grupo A              | Grupo A   | Grupo A              | Grupo A                          | Grupo A             | Grupo A             | Grupo A   | Grupo A   | Grupo A   | Grupo A   | Grupo A   |
| Local                | Resultado | Visitante            | Estadio                          | Fecha               | Hora                |           |           |           |           |           |
| -------------------- | --------- | -------------------- | -------------------------------- | ------------------- | ------------------- | --------- | --------- | --------- | --------- | --------- |
| Tecamachalco         | 2 - 1     | CD Lozaro            | Neza 86                          | 18 de febrero       | 14:00               |           |           |           |           |           |
| Cuautitlán           | 2 - 1     | Pumas Naucalpan      | Los Pinos                        | 18 de febrero       | 15:00               |           |           |           |           |           |
| Patriotas            | 1 - 0     | Inter Playa          | Rafael Murillo Vidal             | 19 de febrero       | 15:00               |           |           |           |           |           |
| Atlético Tapatío     | 4 - 1     | Guerreros Acapulco   | Arreola                          | 19 de febrero       | 16:00               |           |           |           |           |           |
| Potros UAEM          | 2 - 0     | Orizaba              | Alberto "Chivo" Córdoba          | 19 de febrero       | 19:00               |           |           |           |           |           |
| Titanes              | 2 - 1     | Tiburones Rojos      | Primero de Mayo                  | 20 de febrero       | 12:00               |           |           |           |           |           |
| DESCANSO             | DESCANSO  | DESCANSO             | Ocelotes UNACH                   | Ocelotes UNACH      | Ocelotes UNACH      |           |           |           |           |           |
| Grupo B              |           |                      |                                  |                     |                     |           |           |           |           |           |
| Local                | Resultado | Visitante            | Estadio                          | Fecha               | Hora                |           |           |           |           |           |
| Querétaro "B"        | 1 - 1     | Cruz Azul Jasso      | U.D. La Cañada                   | 18 de febrero       | 16:00               |           |           |           |           |           |
| FC Excélsior         | 0 - 4     | Bravos               | Centro Deportivo Soriana         | 19 de febrero       | 11:00               |           |           |           |           |           |
| San Miguel Caudillos | 1 - 0     | La Piedad            | José María "Capi" Correa         | 19 de febrero       | 15:00               |           |           |           |           |           |
| Celaya FC            | 0 - 0     | Correcaminos UAT "B" | Miguel Alemán Valdés             | 19 de febrero       | 20:00               |           |           |           |           |           |
| Ébano FC             | 0 - 2     | Tampico Madero       | Municipal de Ébano               | 20 de febrero       | 15:00               |           |           |           |           |           |
| Irapuato             | 1 - 2     | Real Saltillo Soccer | Sergio León Chávez               | 21 de febrero       | 11:00               |           |           |           |           |           |
| DESCANSO             | DESCANSO  | DESCANSO             | Unión de Curtidores              | Unión de Curtidores | Unión de Curtidores |           |           |           |           |           |
| Grupo C              |           |                      |                                  |                     |                     |           |           |           |           |           |
| Local                | Resultado | Visitante            | Estadio                          | Fecha               | Hora                |           |           |           |           |           |
| Chivas Rayadas       | 2 - 2     | Vaqueros de Ixtlán   | Omnilife                         | 25 de febrero       | 16:00               |           |           |           |           |           |
| Dorados UACH         | 0 - 1     | Águilas Reales       | Olímpico UACH                    | 25 de febrero       | 19:00               |           |           |           |           |           |
| Delfines Los Cabos   | 0 - 1     | Deportivo Guamúchil  | Agustín Flores Contreras         | 26 de febrero       | 16:30               |           |           |           |           |           |
| Loros de Colima      | 1 - 1     | Búhos de Hermosillo  | Olímpico Universitario de Colima | 26 de febrero       | 20:00               |           |           |           |           |           |
| Cachorros U. de G.   | 5 - 0     | Obregón FC           | Jalisco                          | 27 de febrero       | 12:00               |           |           |           |           |           |
| DESCANSO             | DESCANSO  | DESCANSO             | Dorados Los Mochis               | Dorados Los Mochis  | Dorados Los Mochis  |           |           |           |           |           |

| Jornada 7            | Jornada 7 | Jornada 7            | Jornada 7                    | Jornada 7            | Jornada 7            | Jornada 7 | Jornada 7 | Jornada 7 | Jornada 7 |
| Grupo A              | Grupo A   | Grupo A              | Grupo A                      | Grupo A              | Grupo A              | Grupo A   | Grupo A   | Grupo A   | Grupo A   |
| Local                | Resultado | Visitante            | Estadio                      | Fecha                | Hora                 |           |           |           |           |
| -------------------- | --------- | -------------------- | ---------------------------- | -------------------- | -------------------- | --------- | --------- | --------- | --------- |
| Cuautitlán           | 2 - 2     | Atlético Tapatío     | Los Pinos                    | 25 de febrero        | 15:00                |           |           |           |           |
| Orizaba              | 0 - 1     | Guerreros Acapulco   | Socum                        | 26 de febrero        | 15:00                |           |           |           |           |
| Inter Playa          | 1 - 0     | Potros UAEM          | Mario Villanueva Madrid      | 26 de febrero        | 15:00                |           |           |           |           |
| CD Lozaro            | 2 - 3     | Titanes              | Olímpico de Oaxtepec         | 26 de febrero        | 15:00                |           |           |           |           |
| Ocelotes UNACH       | 1 - 1     | Tecamachalco         | Olímpico de Tapachula        | 26 de febrero        | 15:00                |           |           |           |           |
| Tiburones Rojos      | 3 - 0     | Patriotas            | Luis "Pirata" Fuente         | 27 de febrero        | 11:00                |           |           |           |           |
| DESCANSO             | DESCANSO  | DESCANSO             | Pumas Naucalpan              | Pumas Naucalpan      | Pumas Naucalpan      |           |           |           |           |
| Grupo B              |           |                      |                              |                      |                      |           |           |           |           |
| Local                | Resultado | Visitante            | Estadio                      | Fecha                | Hora                 |           |           |           |           |
| Bravos               | 3 - 1     | Celaya FC            | U.D. Benito Juárez           | 25 de febrero        | 19:30                |           |           |           |           |
| Real Saltillo Soccer | 1 - 0     | San Miguel Caudillos | Olímpico Francisco I. Madero | 25 de febrero        | 19:30                |           |           |           |           |
| Cruz Azul Jasso      | 4 - 1     | Irapuato             | 10 de diciembre              | 26 de febrero        | 11:00                |           |           |           |           |
| FC Excélsior         | 1 - 0     | Ébano FC             | Centro Deportivo Soriana     | 26 de febrero        | 11:00                |           |           |           |           |
| Unión de Curtidores  | 2 - 1     | Querétaro "B"        | Instituto Lux                | 26 de febrero        | 16:30                |           |           |           |           |
| La Piedad            | 2 - 1     | Tampico Madero       | Municipal de Silao           | 28 de febrero        | 16:00                |           |           |           |           |
| DESCANSO             | DESCANSO  | DESCANSO             | Correcaminos UAT "B"         | Correcaminos UAT "B" | Correcaminos UAT "B" |           |           |           |           |
| Grupo C              |           |                      |                              |                      |                      |           |           |           |           |
| Local                | Resultado | Visitante            | Estadio                      | Fecha                | Hora                 |           |           |           |           |
| Búhos de Hermosillo  | 2 - 0     | Dorados UACH         | Héroe de Nacozari            | 4 de marzo           | 20:00                |           |           |           |           |
| Águilas Reales       | 2 - 1     | Vaqueros de Ixtlán   | Francisco Villa              | 5 de marzo           | 16:00                |           |           |           |           |
| Delfines Los Cabos   | 3 - 1     | Chivas Rayadas       | Agustín Flores Contreras     | 5 de marzo           | 16:30                |           |           |           |           |
| Obregón FC           | 0 - 5     | Loros de Colima      | Hundido ITSON                | 5 de marzo           | 19:00                |           |           |           |           |
| Deportivo Guamúchil  | 1 - 2     | Dorados Los Mochis   | Coloso del Dique             | 5 de marzo           | 21:05                |           |           |           |           |
| DESCANSO             | DESCANSO  | DESCANSO             | Cachorros U. de G.           | Cachorros U. de G.   | Cachorros U. de G.   |           |           |           |           |

| Jornada 8            | Jornada 8 | Jornada 8            | Jornada 8                 | Jornada 8       | Jornada 8       | Jornada 8 | Jornada 8 | Jornada 8 | Jornada 8 | Jornada 8 |
| Grupo A              | Grupo A   | Grupo A              | Grupo A                   | Grupo A         | Grupo A         | Grupo A   | Grupo A   | Grupo A   | Grupo A   | Grupo A   |
| Local                | Resultado | Visitante            | Estadio                   | Fecha           | Hora            |           |           |           |           |           |
| -------------------- | --------- | -------------------- | ------------------------- | --------------- | --------------- | --------- | --------- | --------- | --------- | --------- |
| Tecamachalco         | 1 - 1     | Pumas Naucalpan      | Neza 86                   | 4 de marzo      | 14:00           |           |           |           |           |           |
| Patriotas            | 1 - 1     | CD Lozaro            | Rafael Murillo Vidal      | 5 de marzo      | 15:00           |           |           |           |           |           |
| Atlético Tapatío     | 1 - 0     | Orizaba              | Arreola                   | 5 de marzo      | 16:00           |           |           |           |           |           |
| Guerreros Acapulco   | 0 - 0     | Inter Playa          | Unidad Deportiva Acapulco | 5 de marzo      | 18:00           |           |           |           |           |           |
| Potros UAEM          | 4 - 1     | Tiburones Rojos      | Alberto "Chivo" Córdoba   | 5 de marzo      | 19:00           |           |           |           |           |           |
| Titanes              | 1 - 1     | Ocelotes UNACH       | Primero de Mayo           | 6 de marzo      | 12:00           |           |           |           |           |           |
| DESCANSO             | DESCANSO  | DESCANSO             | Cuautitlán                | Cuautitlán      | Cuautitlán      |           |           |           |           |           |
| Grupo B              |           |                      |                           |                 |                 |           |           |           |           |           |
| Local                | Resultado | Visitante            | Estadio                   | Fecha           | Hora            |           |           |           |           |           |
| Correcaminos UAT "B" | 0 - 0     | Querétaro "B"        | Eugenio Alvizo Porras     | 4 de marzo      | 16:00           |           |           |           |           |           |
| San Miguel Caudillos | 0 - 2     | Cruz Azul Jasso      | José María "Capi" Correa  | 5 de marzo      | 15:00           |           |           |           |           |           |
| Tampico Madero       | 3 - 1     | Real Saltillo Soccer | Tamaulipas                | 5 de marzo      | 19:00           |           |           |           |           |           |
| Celaya FC            | 1 - 0     | FC Excélsior         | Miguel Alemán Valdés      | 5 de marzo      | 20:00           |           |           |           |           |           |
| Ébano FC             | 3 - 1     | La Piedad            | Municipal de Ébano        | 6 de marzo      | 15:00           |           |           |           |           |           |
| Irapuato             | 2 - 1     | Unión de Curtidores  | Sergio León Chávez        | 7 de marzo      | 11:00           |           |           |           |           |           |
| DESCANSO             | DESCANSO  | DESCANSO             | Bravos                    | Bravos          | Bravos          |           |           |           |           |           |
| Grupo C              |           |                      |                           |                 |                 |           |           |           |           |           |
| Local                | Resultado | Visitante            | Estadio                   | Fecha           | Hora            |           |           |           |           |           |
| Dorados UACH         | 5 - 2     | Obregón FC           | Olímpico UACH             | 11 de marzo     | 19:00           |           |           |           |           |           |
| Dorados Los Mochis   | 1 - 1     | Delfines Los Cabos   | Centenario LM             | 12 de marzo     | 16:00           |           |           |           |           |           |
| Chivas Rayadas       | 2 - 1     | Águilas Reales       | Verde Valle               | 13 de marzo     | 11:00           |           |           |           |           |           |
| Cachorros U. de G.   | 1 - 1     | Deportivo Guamúchil  | Jalisco                   | 13 de marzo     | 12:00           |           |           |           |           |           |
| Vaqueros de Ixtlán   | 2 - 0     | Búhos de Hermosillo  | U.D. Revolución Mexicana  | 13 de marzo     | 16:00           |           |           |           |           |           |
| DESCANSO             | DESCANSO  | DESCANSO             | Loros de Colima           | Loros de Colima | Loros de Colima |           |           |           |           |           |

| Jornada 9            | Jornada 9 | Jornada 9            | Jornada 9                    | Jornada 9        | Jornada 9        | Jornada 9 | Jornada 9 | Jornada 9 | Jornada 9 | Jornada 9 |
| Grupo A              | Grupo A   | Grupo A              | Grupo A                      | Grupo A          | Grupo A          | Grupo A   | Grupo A   | Grupo A   | Grupo A   | Grupo A   |
| Local                | Resultado | Visitante            | Estadio                      | Fecha            | Hora             |           |           |           |           |           |
| -------------------- | --------- | -------------------- | ---------------------------- | ---------------- | ---------------- | --------- | --------- | --------- | --------- | --------- |
| Cuautitlán           | 1 - 1     | Tecamachalco         | Los Pinos                    | 11 de marzo      | 15:00            |           |           |           |           |           |
| Pumas Naucalpan      | 0 - 1     | Titanes              | Centenario                   | 12 de marzo      | 13:00            |           |           |           |           |           |
| Ocelotes UNACH       | 3 - 2     | Patriotas            | Olímpico de Tapachula        | 12 de marzo      | 15:00            |           |           |           |           |           |
| Orizaba              | 0 - 3     | Inter Playa          | Socum                        | 12 de marzo      | 15:00            |           |           |           |           |           |
| CD Lozaro            | 0 - 2     | Potros UAEM          | Olímpico de Oaxtepec         | 12 de marzo      | 15:00            |           |           |           |           |           |
| Tiburones Rojos      | 1 - 0     | Guerreros Acapulco   | Luis "Pirata" Fuente         | 13 de marzo      | 11:00            |           |           |           |           |           |
| DESCANSO             | DESCANSO  | DESCANSO             | Atlético Tapatío             | Atlético Tapatío | Atlético Tapatío |           |           |           |           |           |
| Grupo B              |           |                      |                              |                  |                  |           |           |           |           |           |
| Local                | Resultado | Visitante            | Estadio                      | Fecha            | Hora             |           |           |           |           |           |
| Correcaminos UAT "B" | 2 - 0     | Irapuato             | Eugenio Alvizo Porras        | 11 de marzo      | 16:00            |           |           |           |           |           |
| Bravos               | 1 - 0     | Querétaro "B"        | U.D. Benito Juárez           | 11 de marzo      | 19:30            |           |           |           |           |           |
| Real Saltillo Soccer | 0 - 1     | La Piedad            | Olímpico Francisco I. Madero | 11 de marzo      | 19:30            |           |           |           |           |           |
| Cruz Azul Jasso      | 4 - 4     | Tampico Madero       | 10 de diciembre              | 12 de marzo      | 11:00            |           |           |           |           |           |
| Unión de Curtidores  | 1 - 1     | San Miguel Caudillos | Instituto Lux                | 12 de marzo      | 17:00            |           |           |           |           |           |
| Celaya FC            | 2 - 1     | Ébano FC             | Miguel Alemán Valdés         | 12 de marzo      | 20:00            |           |           |           |           |           |
| DESCANSO             | DESCANSO  | DESCANSO             | FC Excélsior                 | FC Excélsior     | FC Excélsior     |           |           |           |           |           |
| Grupo C              |           |                      |                              |                  |                  |           |           |           |           |           |
| Local                | Resultado | Visitante            | Estadio                      | Fecha            | Hora             |           |           |           |           |           |
| Búhos de Hermosillo  | 1 - 0     | Águilas Reales       | Héroe de Nacozari            | 18 de marzo      | 20:00            |           |           |           |           |           |
| Obregón FC           | 1 - 2     | Vaqueros de Ixtlán   | Hundido ITSON                | 19 de marzo      | 11:00            |           |           |           |           |           |
| Dorados Los Mochis   | 2 - 0     | Chivas Rayadas       | Centenario LM                | 19 de marzo      | 16:00            |           |           |           |           |           |
| Delfines Los Cabos   | 3 - 2     | Cachorros U. de G.   | Agustín Flores Contreras     | 19 de marzo      | 16:30            |           |           |           |           |           |
| Deportivo Guamúchil  | 0 - 1     | Loros de Colima      | Coloso del Dique             | 19 de marzo      | 21:05            |           |           |           |           |           |
| DESCANSO             | DESCANSO  | DESCANSO             | Dorados UACH                 | Dorados UACH     | Dorados UACH     |           |           |           |           |           |

| Jornada 10           | Jornada 10 | Jornada 10           | Jornada 10                       | Jornada 10         | Jornada 10         | Jornada 10 | Jornada 10 | Jornada 10 | Jornada 10 |
| Grupo A              | Grupo A    | Grupo A              | Grupo A                          | Grupo A            | Grupo A            | Grupo A    | Grupo A    | Grupo A    | Grupo A    |
| Local                | Resultado  | Visitante            | Estadio                          | Fecha              | Hora               |            |            |            |            |
| -------------------- | ---------- | -------------------- | -------------------------------- | ------------------ | ------------------ | ---------- | ---------- | ---------- | ---------- |
| Orizaba              | 0 - 1      | Tiburones Rojos      | Socum                            | 19 de marzo        | 15:00              |            |            |            |            |
| Patriotas            | 2 - 2      | Pumas Naucalpan      | Rafael Murillo Vidal             | 19 de marzo        | 15:00              |            |            |            |            |
| Atlético Tapatío     | 2 - 1      | Inter Playa          | Arreola                          | 19 de marzo        | 16:00              |            |            |            |            |
| Guerreros Acapulco   | 1 - 1      | CD Lozaro            | Unidad Deportiva Acapulco        | 19 de marzo        | 18:00              |            |            |            |            |
| Potros UAEM          | 2 - 0      | Ocelotes UNACH       | Alberto "Chivo" Córdoba          | 19 de marzo        | 19:00              |            |            |            |            |
| Titanes              | 0 - 0      | Cuautitlán           | Primero de Mayo                  | 20 de marzo        | 12:00              |            |            |            |            |
| DESCANSO             | DESCANSO   | DESCANSO             | Tecamachalco                     | Tecamachalco       | Tecamachalco       |            |            |            |            |
| Grupo B              |            |                      |                                  |                    |                    |            |            |            |            |
| Local                | Resultado  | Visitante            | Estadio                          | Fecha              | Hora               |            |            |            |            |
| Querétaro "B"        | 2 - 2      | FC Excélsior         | U.D. La Cañada                   | 18 de marzo        | 16:00              |            |            |            |            |
| San Miguel Caudillos | 0 - 2      | Correcaminos UAT "B" | José María "Capi" Correa         | 19 de marzo        | 15:00              |            |            |            |            |
| Tampico Madero       | 1 - 0      | Unión de Curtidores  | Tamaulipas                       | 19 de marzo        | 19:00              |            |            |            |            |
| Ébano FC             | 3 - 2      | Real Saltillo Soccer | Municipal de Ébano               | 20 de marzo        | 15:00              |            |            |            |            |
| Irapuato             | 1 - 3      | Bravos               | Sergio León Chávez               | 21 de marzo        | 11:00              |            |            |            |            |
| La Piedad            | 1 - 2      | Cruz Azul Jasso      | Municipal de Silao               | 21 de marzo        | 16:00              |            |            |            |            |
| DESCANSO             | DESCANSO   | DESCANSO             | Celaya FC                        | Celaya FC          | Celaya FC          |            |            |            |            |
| Grupo C              |            |                      |                                  |                    |                    |            |            |            |            |
| Local                | Resultado  | Visitante            | Estadio                          | Fecha              | Hora               |            |            |            |            |
| Dorados UACH         | 1 - 1      | Deportivo Guamúchil  | Olímpico UACH                    | 25 de marzo        | 19:00              |            |            |            |            |
| Búhos de Hermosillo  | 0 - 1      | Chivas Rayadas       | Héroe de Nacozari                | 25 de marzo        | 20:00              |            |            |            |            |
| Águilas Reales       | 1 - 1      | Obregón FC           | Francisco Villa                  | 26 de marzo        | 16:00              |            |            |            |            |
| Loros de Colima      | 2 - 1      | Delfines Los Cabos   | Olímpico Universitario de Colima | 26 de marzo        | 20:00              |            |            |            |            |
| Cachorros U. de G.   | 2 - 1      | Dorados Los Mochis   | Jalisco                          | 27 de marzo        | 12:00              |            |            |            |            |
| DESCANSO             | DESCANSO   | DESCANSO             | Vaqueros de Ixtlán               | Vaqueros de Ixtlán | Vaqueros de Ixtlán |            |            |            |            |

| Jornada 11           | Jornada 11 | Jornada 11           | Jornada 11               | Jornada 11     | Jornada 11     | Jornada 11 | Jornada 11 | Jornada 11 | Jornada 11 | Jornada 11 |
| Grupo A              | Grupo A    | Grupo A              | Grupo A                  | Grupo A        | Grupo A        | Grupo A    | Grupo A    | Grupo A    | Grupo A    | Grupo A    |
| Local                | Resultado  | Visitante            | Estadio                  | Fecha          | Hora           |            |            |            |            |            |
| -------------------- | ---------- | -------------------- | ------------------------ | -------------- | -------------- | ---------- | ---------- | ---------- | ---------- | ---------- |
| Tecamachalco         | 0 - 3      | Atlético Tapatío     | Neza 86                  | 25 de marzo    | 14:00          |            |            |            |            |            |
| Cuautitlán           | 5 - 1      | Patriotas            | Los Pinos                | 25 de marzo    | 15:00          |            |            |            |            |            |
| Pumas Naucalpan      | 1 - 4      | Potros UAEM          | Centenario               | 26 de marzo    | 13:00          |            |            |            |            |            |
| Ocelotes UNACH       | 1 - 0      | Guerreros Acapulco   | Olímpico de Tapachula    | 26 de marzo    | 15:00          |            |            |            |            |            |
| CD Lozaro            | 2 - 1      | Orizaba              | Olímpico de Oaxtepec     | 26 de marzo    | 15:00          |            |            |            |            |            |
| Tiburones Rojos      | 3 - 1      | Inter Playa          | Luis "Pirata" Fuente     | 27 de marzo    | 11:00          |            |            |            |            |            |
| DESCANSO             | DESCANSO   | DESCANSO             | Titanes                  | Titanes        | Titanes        |            |            |            |            |            |
| Grupo B              |            |                      |                          |                |                |            |            |            |            |            |
| Local                | Resultado  | Visitante            | Estadio                  | Fecha          | Hora           |            |            |            |            |            |
| Correcaminos UAT "B" | 2 - 1      | Tampico Madero       | Eugenio Alvizo Porras    | 25 de marzo    | 16:00          |            |            |            |            |            |
| Bravos               | 6 - 1      | San Miguel Caudillos | U.D. Benito Juárez       | 25 de marzo    | 19:30          |            |            |            |            |            |
| Cruz Azul Jasso      | 1 - 1      | Real Saltillo Soccer | 10 de diciembre          | 26 de marzo    | 11:00          |            |            |            |            |            |
| FC Excélsior         | 4 - 0      | Irapuato             | Centro Deportivo Soriana | 26 de marzo    | 11:00          |            |            |            |            |            |
| Unión de Curtidores  | 0 - 1      | La Piedad            | Instituto Lux            | 26 de marzo    | 17:00          |            |            |            |            |            |
| Celaya FC            | 2 - 0      | Querétaro "B"        | Miguel Alemán Valdés     | 26 de marzo    | 20:00          |            |            |            |            |            |
| DESCANSO             | DESCANSO   | DESCANSO             | Ébano FC                 | Ébano FC       | Ébano FC       |            |            |            |            |            |
| Grupo C              |            |                      |                          |                |                |            |            |            |            |            |
| Local                | Resultado  | Visitante            | Estadio                  | Fecha          | Hora           |            |            |            |            |            |
| Obregón FC           | 3 - 4      | Búhos de Hermosillo  | Hundido ITSON            | 2 de abril     | 16:00          |            |            |            |            |            |
| Chivas Rayadas       | 5 - 2      | Cachorros U. de G.   | Verde Valle              | 2 de abril     | 16:00          |            |            |            |            |            |
| Delfines Los Cabos   | 3 - 0      | Dorados UACH         | Agustín Flores Contreras | 2 de abril     | 16:00          |            |            |            |            |            |
| Deportivo Guamúchil  | 0 - 0      | Vaqueros de Ixtlán   | Coloso del Dique         | 2 de abril     | 16:00          |            |            |            |            |            |
| Dorados Los Mochis   | 0 - 1      | Loros de Colima      | Centenario LM            | 2 de abril     | 16:00          |            |            |            |            |            |
| DESCANSO             | DESCANSO   | DESCANSO             | Águilas Reales           | Águilas Reales | Águilas Reales |            |            |            |            |            |

| Jornada 12           | Jornada 12 | Jornada 12           | Jornada 12                   | Jornada 12    | Jornada 12    | Jornada 12 | Jornada 12 | Jornada 12 | Jornada 12 | Jornada 12 |
| Grupo A              | Grupo A    | Grupo A              | Grupo A                      | Grupo A       | Grupo A       | Grupo A    | Grupo A    | Grupo A    | Grupo A    | Grupo A    |
| Local                | Resultado  | Visitante            | Estadio                      | Fecha         | Hora          |            |            |            |            |            |
| -------------------- | ---------- | -------------------- | ---------------------------- | ------------- | ------------- | ---------- | ---------- | ---------- | ---------- | ---------- |
| Inter Playa          | 3 - 1      | CD Lozaro            | Mario Villanueva Madrid      | 2 de abril    | 15:00         |            |            |            |            |            |
| Orizaba              | 1 - 1      | Ocelotes UNACH       | Socum                        | 2 de abril    | 15:00         |            |            |            |            |            |
| Guerreros Acapulco   | 1 - 1      | Pumas Naucalpan      | Unidad Deportiva Acapulco    | 2 de abril    | 18:00         |            |            |            |            |            |
| Potros UAEM          | 0 - 0      | Cuautitlán           | Alberto "Chivo" Córdoba      | 2 de abril    | 19:00         |            |            |            |            |            |
| Tiburones Rojos      | 1 - 1      | Atlético Tapatío     | Luis "Pirata" Fuente         | 3 de abril    | 11:00         |            |            |            |            |            |
| Titanes              | 5 - 2      | Tecamachalco         | Primero de Mayo              | 3 de abril    | 12:00         |            |            |            |            |            |
| DESCANSO             | DESCANSO   | DESCANSO             | Patriotas                    | Patriotas     | Patriotas     |            |            |            |            |            |
| Grupo B              |            |                      |                              |               |               |            |            |            |            |            |
| Local                | Resultado  | Visitante            | Estadio                      | Fecha         | Hora          |            |            |            |            |            |
| Real Saltillo Soccer | 0 - 1      | Unión de Curtidores  | Olímpico Francisco I. Madero | 1 de abril    | 19:30         |            |            |            |            |            |
| Cruz Azul Jasso      | 1 - 0      | Ébano FC             | 10 de diciembre              | 2 de abril    | 11:00         |            |            |            |            |            |
| San Miguel Caudillos | 2 - 2      | FC Excélsior         | José María "Capi" Correa     | 2 de abril    | 15:00         |            |            |            |            |            |
| Tampico Madero       | 0 - 2      | Bravos               | Tamaulipas                   | 2 de abril    | 19:00         |            |            |            |            |            |
| Irapuato             | 0 - 4      | Celaya FC            | Sergio León Chávez           | 4 de abril    | 11:00         |            |            |            |            |            |
| La Piedad            | 1 - 1      | Correcaminos UAT "B" | Municipal de Silao           | 4 de abril    | 16:00         |            |            |            |            |            |
| DESCANSO             | DESCANSO   | DESCANSO             | Querétaro "B"                | Querétaro "B" | Querétaro "B" |            |            |            |            |            |

| Jornada 13           | Jornada 13 | Jornada 13           | Jornada 13               | Jornada 13  | Jornada 13  | Jornada 13 | Jornada 13 | Jornada 13 | Jornada 13 | Jornada 13 |
| Grupo A              | Grupo A    | Grupo A              | Grupo A                  | Grupo A     | Grupo A     | Grupo A    | Grupo A    | Grupo A    | Grupo A    | Grupo A    |
| Local                | Resultado  | Visitante            | Estadio                  | Fecha       | Hora        |            |            |            |            |            |
| -------------------- | ---------- | -------------------- | ------------------------ | ----------- | ----------- | ---------- | ---------- | ---------- | ---------- | ---------- |
| Tecamachalco         | 2 - 1      | Patriotas            | Neza 86                  | 8 de abril  | 14:00       |            |            |            |            |            |
| Pumas Naucalpan      | 1 - 1      | Orizaba              | Centenario               | 9 de abril  | 13:00       |            |            |            |            |            |
| Atlético Tapatío     | 1 - 2      | Titanes              | La Cantera               | 9 de abril  | 17:00       |            |            |            |            |            |
| Cuautitlán           | 1 - 0      | Guerreros Acapulco   | Los Pinos                | 9 de abril  | 17:00       |            |            |            |            |            |
| Ocelotes UNACH       | 1 - 2      | Inter Playa          | Olímpico de Tapachula    | 9 de abril  | 17:00       |            |            |            |            |            |
| CD Lozaro            | 1 - 0      | Tiburones Rojos      | Olímpico de Oaxtepec     | 9 de abril  | 17:00       |            |            |            |            |            |
| DESCANSO             | DESCANSO   | DESCANSO             | Potros UAEM              | Potros UAEM | Potros UAEM |            |            |            |            |            |
| Grupo B              |            |                      |                          |             |             |            |            |            |            |            |
| Local                | Resultado  | Visitante            | Estadio                  | Fecha       | Hora        |            |            |            |            |            |
| Bravos               | 2 - 2      | La Piedad            | U.D. Benito Juárez       | 9 de abril  | 17:00       |            |            |            |            |            |
| Celaya FC            | 5 - 1      | San Miguel Caudillos | Miguel Alemán Valdés     | 9 de abril  | 17:00       |            |            |            |            |            |
| Unión de Curtidores  | 0 - 2      | Cruz Azul Jasso      | Instituto Lux            | 9 de abril  | 17:00       |            |            |            |            |            |
| FC Excélsior         | 0 - 1      | Tampico Madero       | Centro Deportivo Soriana | 9 de abril  | 17:00       |            |            |            |            |            |
| Correcaminos UAT "B" | 1 - 0      | Real Saltillo Soccer | Eugenio Alvizo Porras    | 9 de abril  | 17:00       |            |            |            |            |            |
| Ébano FC             | 2 - 1      | Querétaro "B"        | Municipal de Ébano       | 10 de abril | 15:00       |            |            |            |            |            |
| DESCANSO             | DESCANSO   | DESCANSO             | Irapuato                 | Irapuato    | Irapuato    |            |            |            |            |            |

## Tabla de Promedios Temporada 2010-11
| Posición | Equipo                                    | Puntos | Juegos | Cociente |
| -------- | ----------------------------------------- | ------ | ------ | -------- |
| 1.       | Celaya FC                                 | 58     | 24     | 2.4166   |
| 2.       | Loros de la Universidad de Colima         | 45     | 20     | 2.2500   |
| 3.       | Bravos de Nuevo Laredo                    | 51     | 24     | 2.1250   |
| 4.       | Tampico Madero                            | 51     | 24     | 2.1250   |
| 5.       | Cruz Azul Jasso                           | 49     | 24     | 2.0416   |
| 6.       | Vaqueros de Ixtlán                        | 40     | 20     | 2.0000   |
| 7.       | Universidad Autónoma del Estado de México | 47     | 24     | 1.9583   |
| 8.       | Inter Playa del Carmen                    | 46     | 24     | 1.9166   |
| 9.       | Cachorros de la U. de G.                  | 37     | 20     | 1.8500   |
| 10.      | Chivas Rayadas                            | 35     | 20     | 1.7500   |
| 11.      | Guerreros de Acapulco                     | 42     | 24     | 1.7500   |
| 12.      | Correcaminos UAT B                        | 41     | 24     | 1.7083   |
| 13.      | Cuautitlán                                | 40     | 24     | 1.6667   |
| 14.      | Tiburones Rojos de Córdoba                | 40     | 24     | 1.6667   |
| 15.      | Tecamachalco                              | 40     | 24     | 1.6667   |
| 16.      | Búhos de Hermosillo                       | 33     | 20     | 1.6500   |
| 17.      | Unión de Curtidores                       | 38     | 24     | 1.5833   |
| 18.      | Atlético Tapatío                          | 36     | 24     | 1.5000   |
| 19.      | Querétaro FC B                            | 36     | 24     | 1.5000   |
| 20.      | Deportivo Guamúchil FC                    | 29     | 20     | 1.4500   |
| 21.      | Titanes de Tulancingo                     | 34     | 24     | 1.4166   |
| 22.      | Ocelotes de la UNACH                      | 34     | 24     | 1.4166   |
| 23.      | Universidad Autónoma de Chihuahua         | 28     | 20     | 1.4000   |
| 24.      | Delfines de Los Cabos                     | 26     | 20     | 1.3000   |
| 25.      | Dorados de Los Mochis                     | 25     | 20     | 1.2500   |
| 26.      | CD Lozaro                                 | 29     | 24     | 1.2083   |
| 27.      | Pumas Naucalpan                           | 29     | 24     | 1.2083   |
| 28.      | Real Saltillo Soccer                      | 27     | 24     | 1.1250   |
| 29.      | Patriotas de Córdoba                      | 28     | 24     | 1.1666   |
| 30.      | La Piedad                                 | 26     | 24     | 1.0833   |
| 31.      | San Miguel FC Caudillos                   | 25     | 24     | 1.0416   |
| 32.      | FC Excélsior                              | 23     | 24     | 0.9583   |
| 33.      | Ébano FC                                  | 23     | 24     | 0.9583   |
| 34.      | Orizaba                                   | 23     | 24     | 0.9583   |
| 35.      | Obregón FC                                | 18     | 20     | 0.9000   |
| 36.      | Irapuato                                  | 19     | 24     | 0.7916   |
| 37.      | Águilas Reales de Zacatecas               | 14     | 20     | 0.7000   |

     Descienden a la Liga de Nuevos Talentos. Pero permanecen en la Liga Premier de Ascenso por motivos administrativos
     Desciende a la Liga de Nuevos Talentos

## Liguilla
|  | Octavos de final                                 | Octavos de final                                 | Octavos de final                                 | Octavos de final                                 |   |       | Cuartos de final                       | Cuartos de final                       | Cuartos de final                       | Cuartos de final                       |  |   | Semifinales                            | Semifinales                            | Semifinales                            | Semifinales                            |  |   | Final                              | Final                              | Final                              | Final                              |  |
|  | 13 y 14 de abril (ida) 16 y 17 de abril (vuelta) | 13 y 14 de abril (ida) 16 y 17 de abril (vuelta) | 13 y 14 de abril (ida) 16 y 17 de abril (vuelta) | 13 y 14 de abril (ida) 16 y 17 de abril (vuelta) |   |       | 20 de abril (ida) 23 de abril (vuelta) | 20 de abril (ida) 23 de abril (vuelta) | 20 de abril (ida) 23 de abril (vuelta) | 20 de abril (ida) 23 de abril (vuelta) |  |   | 27 de abril (ida) 30 de abril (vuelta) | 27 de abril (ida) 30 de abril (vuelta) | 27 de abril (ida) 30 de abril (vuelta) | 27 de abril (ida) 30 de abril (vuelta) |  |   | 4 de mayo (ida) 7 de mayo (vuelta) | 4 de mayo (ida) 7 de mayo (vuelta) | 4 de mayo (ida) 7 de mayo (vuelta) | 4 de mayo (ida) 7 de mayo (vuelta) |  |
|  |                                                  |                                                  |                                                  |                                                  |   |       |                                        |                                        |                                        |                                        |  |   |                                        |                                        |                                        |                                        |  |   |                                    |                                    |                                    |                                    |  |
|  |                                                  |                                                  |                                                  |                                                  |   |       |                                        |                                        |                                        |                                        |  |   |                                        |                                        |                                        |                                        |  |   |                                    |                                    |                                    |                                    |  |
|  | 2                                                | Cruz Azul Jasso                                  | 1                                                | 1                                                |   |       |                                        |                                        |                                        |                                        |  |   |                                        |                                        |                                        |                                        |  |   |                                    |                                    |                                    |                                    |  |
|  | 2                                                | Cruz Azul Jasso                                  | 1                                                | 1                                                |   |       |                                        |                                        |                                        |                                        |  |   |                                        |                                        |                                        |                                        |  |   |                                    |                                    |                                    |                                    |  |
|  | 14                                               | Cachorros U. de G.                               | 0                                                | 1                                                |   |       |                                        |                                        |                                        |                                        |  |   |                                        |                                        |                                        |                                        |  |   |                                    |                                    |                                    |                                    |  |
|  | 14                                               | Cachorros U. de G.                               | 0                                                | 1                                                |   | 2     | Cruz Azul Jasso                        | 2                                      | 3                                      |                                        |  |   |                                        |                                        |                                        |                                        |  |   |                                    |                                    |                                    |                                    |  |
|  |                                                  |                                                  |                                                  |                                                  |   | 2     | Cruz Azul Jasso                        | 2                                      | 3                                      |                                        |  |   |                                        |                                        |                                        |                                        |  |   |                                    |                                    |                                    |                                    |  |
|  |                                                  |                                                  | 11                                               | Vaqueros Ixtlán                                  | 3 | 1     |                                        |                                        |                                        |                                        |  |   |                                        |                                        |                                        |                                        |  |   |                                    |                                    |                                    |                                    |  |
|  | 6                                                | Correcaminos UAT B                               | 11                                               | Vaqueros Ixtlán                                  | 3 | 1     | 0                                      | 0                                      |                                        |                                        |  |   |                                        |                                        |                                        |                                        |  |   |                                    |                                    |                                    |                                    |  |
|  | 6                                                | Correcaminos UAT B                               |                                                  |                                                  |   |       |                                        |                                        |                                        |                                        |  |   |                                        |                                        |                                        |                                        |  |   |                                    |                                    |                                    |                                    |  |
|  | 11                                               | Vaqueros Ixtlán                                  | 1                                                | 0                                                |   |       |                                        |                                        |                                        |                                        |  |   |                                        |                                        |                                        |                                        |  |   |                                    |                                    |                                    |                                    |  |
|  | 11                                               | Vaqueros Ixtlán                                  | 1                                                | 0                                                |   |       |                                        |                                        |                                        |                                        |  | 2 | Cruz Azul Jasso                        | 0                                      | 2                                      |                                        |  |   |                                    |                                    |                                    |                                    |  |
|  |                                                  |                                                  |                                                  |                                                  |   |       |                                        |                                        |                                        |                                        |  | 2 | Cruz Azul Jasso                        | 0                                      | 2                                      |                                        |  |   |                                    |                                    |                                    |                                    |  |
|  |                                                  |                                                  | 3                                                | Bravos                                           | 4 | 5     |                                        |                                        |                                        |                                        |  |   |                                        |                                        |                                        |                                        |  |   |                                    |                                    |                                    |                                    |  |
|  | 3                                                | Bravos                                           | 3                                                | Bravos                                           | 4 | 5     | 3                                      | 4                                      |                                        |                                        |  |   |                                        |                                        |                                        |                                        |  |   |                                    |                                    |                                    |                                    |  |
|  | 3                                                | Bravos                                           |                                                  |                                                  |   |       |                                        |                                        |                                        |                                        |  |   |                                        |                                        |                                        |                                        |  |   |                                    |                                    |                                    |                                    |  |
|  | 10                                               | Tulancingo                                       | 0                                                | 0                                                |   |       |                                        |                                        |                                        |                                        |  |   |                                        |                                        |                                        |                                        |  |   |                                    |                                    |                                    |                                    |  |
|  | 10                                               | Tulancingo                                       | 0                                                | 0                                                |   | 3     | Bravos                                 | 2                                      | 4                                      |                                        |  |   |                                        |                                        |                                        |                                        |  |   |                                    |                                    |                                    |                                    |  |
|  |                                                  |                                                  |                                                  |                                                  |   | 3     | Bravos                                 | 2                                      | 4                                      |                                        |  |   |                                        |                                        |                                        |                                        |  |   |                                    |                                    |                                    |                                    |  |
|  |                                                  |                                                  | 9                                                | UAEM                                             | 1 | 2     |                                        |                                        |                                        |                                        |  |   |                                        |                                        |                                        |                                        |  |   |                                    |                                    |                                    |                                    |  |
|  | 9                                                | UAEM                                             | 9                                                | UAEM                                             | 1 | 2     | 1                                      | 2                                      |                                        |                                        |  |   |                                        |                                        |                                        |                                        |  |   |                                    |                                    |                                    |                                    |  |
|  | 9                                                | UAEM                                             |                                                  |                                                  |   |       |                                        |                                        |                                        |                                        |  |   |                                        |                                        |                                        |                                        |  |   |                                    |                                    |                                    |                                    |  |
|  | 13                                               | Unión de Curtidores                              | 1                                                | 1                                                |   |       |                                        |                                        |                                        |                                        |  |   |                                        |                                        |                                        |                                        |  |   |                                    |                                    |                                    |                                    |  |
|  | 13                                               | Unión de Curtidores                              | 1                                                | 1                                                |   |       |                                        |                                        |                                        |                                        |  |   |                                        |                                        |                                        |                                        |  | 3 | Bravos                             | 0                                  | 0                                  |                                    |  |
|  |                                                  |                                                  |                                                  |                                                  |   |       |                                        |                                        |                                        |                                        |  |   |                                        |                                        |                                        |                                        |  | 3 | Bravos                             | 0                                  | 0                                  |                                    |  |
|  |                                                  |                                                  | 12                                               | Chivas Rayadas                                   | 1 | 1     |                                        |                                        |                                        |                                        |  |   |                                        |                                        |                                        |                                        |  |   |                                    |                                    |                                    |                                    |  |
|  | 1                                                | Celaya FC                                        | 12                                               | Chivas Rayadas                                   | 1 | 1     | 1                                      | 5                                      |                                        |                                        |  |   |                                        |                                        |                                        |                                        |  |   |                                    |                                    |                                    |                                    |  |
|  | 1                                                | Celaya FC                                        |                                                  |                                                  |   |       |                                        |                                        |                                        |                                        |  |   |                                        |                                        |                                        |                                        |  |   |                                    |                                    |                                    |                                    |  |
|  | 16                                               | Búhos Hermosillo                                 | 1                                                | 0                                                |   |       |                                        |                                        |                                        |                                        |  |   |                                        |                                        |                                        |                                        |  |   |                                    |                                    |                                    |                                    |  |
|  | 16                                               | Búhos Hermosillo                                 | 1                                                | 0                                                |   | 1     | Celaya FC                              | 3                                      | 4                                      |                                        |  |   |                                        |                                        |                                        |                                        |  |   |                                    |                                    |                                    |                                    |  |
|  |                                                  |                                                  |                                                  |                                                  |   | 1     | Celaya FC                              | 3                                      | 4                                      |                                        |  |   |                                        |                                        |                                        |                                        |  |   |                                    |                                    |                                    |                                    |  |
|  |                                                  |                                                  | 9                                                | Atlético Tapatío                                 | 1 | 1     |                                        |                                        |                                        |                                        |  |   |                                        |                                        |                                        |                                        |  |   |                                    |                                    |                                    |                                    |  |
|  | 4                                                | Cuautitlán                                       | 9                                                | Atlético Tapatío                                 | 1 | 1     | 1                                      | 0                                      |                                        |                                        |  |   |                                        |                                        |                                        |                                        |  |   |                                    |                                    |                                    |                                    |  |
|  | 4                                                | Cuautitlán                                       |                                                  |                                                  |   |       |                                        |                                        |                                        |                                        |  |   |                                        |                                        |                                        |                                        |  |   |                                    |                                    |                                    |                                    |  |
|  | 9                                                | Atlético Tapatío                                 | 3                                                | 3                                                |   |       |                                        |                                        |                                        |                                        |  |   |                                        |                                        |                                        |                                        |  |   |                                    |                                    |                                    |                                    |  |
|  | 9                                                | Atlético Tapatío                                 | 3                                                | 3                                                |   |       |                                        |                                        |                                        |                                        |  | 1 | Celaya FC                              | 2                                      | 1 (4)                                  |                                        |  |   |                                    |                                    |                                    |                                    |  |
|  |                                                  |                                                  |                                                  |                                                  |   |       |                                        |                                        |                                        |                                        |  | 1 | Celaya FC                              | 2                                      | 1 (4)                                  |                                        |  |   |                                    |                                    |                                    |                                    |  |
|  |                                                  |                                                  | 12                                               | Chivas Rayadas                                   | 2 | 1 (5) |                                        |                                        |                                        |                                        |  |   |                                        |                                        |                                        |                                        |  |   |                                    |                                    |                                    |                                    |  |
|  | 7                                                | Loros U. de C.                                   | 12                                               | Chivas Rayadas                                   | 2 | 1 (5) | 1                                      | 4                                      |                                        |                                        |  |   |                                        |                                        |                                        |                                        |  |   |                                    |                                    |                                    |                                    |  |
|  | 7                                                | Loros U. de C.                                   |                                                  |                                                  |   |       |                                        |                                        |                                        |                                        |  |   |                                        |                                        |                                        |                                        |  |   |                                    |                                    |                                    |                                    |  |
|  | 15                                               | Delfines                                         | 1                                                | 0                                                |   |       |                                        |                                        |                                        |                                        |  |   |                                        |                                        |                                        |                                        |  |   |                                    |                                    |                                    |                                    |  |
|  | 15                                               | Delfines                                         | 1                                                | 0                                                |   | 7     | Loros U. de C.                         | 1                                      | 1                                      |                                        |  |   |                                        |                                        |                                        |                                        |  |   |                                    |                                    |                                    |                                    |  |
|  |                                                  |                                                  |                                                  |                                                  |   | 7     | Loros U. de C.                         | 1                                      | 1                                      |                                        |  |   |                                        |                                        |                                        |                                        |  |   |                                    |                                    |                                    |                                    |  |
|  |                                                  |                                                  | 12                                               | Chivas Rayadas                                   | 1 | 2     |                                        |                                        |                                        |                                        |  |   |                                        |                                        |                                        |                                        |  |   |                                    |                                    |                                    |                                    |  |
|  | 5                                                | Inter Playa                                      | 12                                               | Chivas Rayadas                                   | 1 | 2     | 0                                      | 2                                      |                                        |                                        |  |   |                                        |                                        |                                        |                                        |  |   |                                    |                                    |                                    |                                    |  |
|  | 5                                                | Inter Playa                                      |                                                  |                                                  |   |       |                                        |                                        |                                        |                                        |  |   |                                        |                                        |                                        |                                        |  |   |                                    |                                    |                                    |                                    |  |
|  | 12                                               | Chivas Rayadas                                   | 0                                                | 4                                                |   |       |                                        |                                        |                                        |                                        |  |   |                                        |                                        |                                        |                                        |  |   |                                    |                                    |                                    |                                    |  |
|  | 12                                               | Chivas Rayadas                                   | 0                                                | 4                                                |   |       |                                        |                                        |                                        |                                        |  |   |                                        |                                        |                                        |                                        |  |   |                                    |                                    |                                    |                                    |  |
|  |                                                  |                                                  |                                                  |                                                  |   |       |                                        |                                        |                                        |                                        |  |   |                                        |                                        |                                        |                                        |  |   |                                    |                                    |                                    |                                    |  |

### Octavos de final
| 13 de abril de 2011, 11:00 (UTC -5) | Cachorros U. de G. | 0:1 (0:0) | Cruz Azul Jasso | Estadio Jalisco, Guadalajara, Jalisco                                        |                                                                              |
|                                     |                    | Reporte   | 19' P. Valverde | Asistencia: 100 espectadores Árbitro(s): Marcos Adrián Aguilar Montes de Oca | Asistencia: 100 espectadores Árbitro(s): Marcos Adrián Aguilar Montes de Oca |

| 16 de abril de 2011, 11:00 (UTC -5)                   | Cruz Azul Jasso | 1:1 (0:1) (Global 2:1) | Cachorros U. de G. | Estadio 10 de diciembre, Jasso, Hidalgo                         |                                                                 |
|                                                       | O. López 60'    | Reporte                | 40' G. Marín       | Asistencia: 500 espectadores Árbitro(s): Édgar Homero Ruiz Díaz | Asistencia: 500 espectadores Árbitro(s): Édgar Homero Ruiz Díaz |
| Cruz Azul Jasso avanzó a cuartos de final. Global 2-1 |                 |                        |                    |                                                                 |                                                                 |

| 13 de abril de 2011, 16:00 (UTC -5) | Vaqueros       | 1:0 (1:0) | Correcaminos UAT B | Unidad Deportiva Revolución Mexicana, Tonalá, Jalisco             |                                                                   |
|                                     | L. Morales 44' | Reporte   |                    | Asistencia: 200 espectadores Árbitro(s): Jorge Luis Delgado Salas | Asistencia: 200 espectadores Árbitro(s): Jorge Luis Delgado Salas |

| 16 de abril de 2011, 11:00 (UTC -5)            | Correcaminos UAT B | 0:0 (Global 0:1) | Vaqueros | Estadio Profesor Eugenio Alvizo Porras, Ciudad Victoria, Tamaulipas         |                                                                             |
|                                                |                    | Reporte          |          | Asistencia: 300 espectadores Árbitro(s): Óscar Alejandro Aguilar Villanueva | Asistencia: 300 espectadores Árbitro(s): Óscar Alejandro Aguilar Villanueva |
| Vaqueros avanzó a cuartos de final. Global 0-1 |                    |                  |          |                                                                             |                                                                             |

| 13 de abril de 2011, 15:00 (UTC -5) | Tulancingo | 0:3 (0:2) | Bravos                                      | Estadio Primero de Mayo, Tulancingo, Hidalgo                         |                                                                      |
|                                     |            | Reporte   | 7' O. Alanís · 42' R. García · 50' M. Núñez | Asistencia: 1 000 espectadores Árbitro(s): Jonathan Hernández Juárez | Asistencia: 1 000 espectadores Árbitro(s): Jonathan Hernández Juárez |

| 16 de abril de 2011, 19:15 (UTC -5)          | Bravos                                                           | 4:0 (1:0) (Global 7:0) | Tulancingo | Unidad Deportiva Benito Juárez, Nuevo Laredo, Tamaulipas           |                                                                    |
|                                              | O. Fernández 19' · S. Luna 52' · M. Núñez 63' · E. Rodríguez 65' | Reporte                |            | Asistencia: 1 000 espectadores Árbitro(s): Osvaldo Hernández Cobos | Asistencia: 1 000 espectadores Árbitro(s): Osvaldo Hernández Cobos |
| Bravos avanzó a cuartos de final. Global 7-0 |                                                                  |                        |            |                                                                    |                                                                    |

| 13 de abril de 2011, 17:15 (UTC -5) | Unión de Curtidores | 1:1 (0:1) | UAEM            | Estadio La Martinica, León, Guanajuato                          |                                                                 |
|                                     | D. Alcántar 65'     | Reporte   | 13' A. Alvarado | Asistencia: 250 espectadores Árbitro(s): Humberto Sánchez Reyna | Asistencia: 250 espectadores Árbitro(s): Humberto Sánchez Reyna |

| 16 de abril de 2011, 20:00 (UTC -5)        | UAEM                         | 2:1 (1:1) (Global 3:2) | Unión de Curtidores | Estadio Universitario Alberto "Chivo" Córdoba, Toluca, Estado de México |                                                                  |
|                                            | C. Reyes 31' · M. Zárate 56' | Reporte                | 1' F. Urías         | Asistencia: 350 espectadores Árbitro(s): Adalid Maganda Villalva        | Asistencia: 350 espectadores Árbitro(s): Adalid Maganda Villalva |
| UAEM avanzó a cuartos de final. Global 3-2 |                              |                        |                     |                                                                         |                                                                  |

| 13 de abril de 2011, 20:00 (UTC -7) | Búhos Hermosillo | 1:1 (0:1) | Celaya        | Estadio Héroe de Nacozari, Hermosillo, Sonora                      |                                                                    |
|                                     | J. Fierro 69'    | Reporte   | 17' R. García | Asistencia: 400 espectadores Árbitro(s): Manuel Fabián Medina Rojo | Asistencia: 400 espectadores Árbitro(s): Manuel Fabián Medina Rojo |

| 16 de abril de 2011, 20:30 (UTC -5)          | Celaya                                                                | 5:0 (2:0) (Global 6:1) | Búhos Hermosillo | Estadio Miguel Alemán Valdés, Celaya, Guanajuato                        |                                                                         |
|                                              | C. Ramos 24' · C. Castillo 34' · J. Vázquez 74' · G. Clemens 80', 86' | Reporte                |                  | Asistencia: 6 000 espectadores Árbitro(s): Julio César Mondragón Robles | Asistencia: 6 000 espectadores Árbitro(s): Julio César Mondragón Robles |
| Celaya avanzó a cuartos de final. Global 6-1 |                                                                       |                        |                  |                                                                         |                                                                         |

| 14 de abril de 2011, 16:00 (UTC -5) | Atlético Tapatío | 1:3 (1:1) | Cuautitlán                                        | Estadio Arreola, Chalco, Estado de México                                  |                                                                            |
|                                     | E. Vázquez 42'   | Reporte   | 29' D. Álvarez · 61' D. Castillo · 62' E. Fuentes | Asistencia: 200 espectadores Árbitro(s): Edmundo Schleiden Gutierrez Olazo | Asistencia: 200 espectadores Árbitro(s): Edmundo Schleiden Gutierrez Olazo |

| 17 de abril de 2011, 16:00 (UTC -5)                    | Cuautitlán | 0:3 0:2 (Global 3:4) | Atlético Tapatío                               | Estadio Los Pinos, Cuautitlán, Estado de México              |                                                              |
|                                                        |            | Reporte              | 26' D. Regalado · 38' M. Zúñiga · 68' E. Meráz | Asistencia: 1 000 espectadores Árbitro(s): Uriel Olvera Ríos | Asistencia: 1 000 espectadores Árbitro(s): Uriel Olvera Ríos |
| Atlético Tapatío avanzó a cuartos de final. Global 3-4 |            |                      |                                                |                                                              |                                                              |

| 13 de abril de 2011, 16:00 (UTC -5) | Delfines        | 1:1 (0:1) | Loros U. de C. | Estadio Municipal Agustín Flores Contreras, Puerto Vallarta, Jalisco |                                                                   |
|                                     | J. Martínez 13' | Reporte   | 56' A. Sánchez | Asistencia: 200 espectadores Árbitro(s): Mario Alcántara González    | Asistencia: 200 espectadores Árbitro(s): Mario Alcántara González |

| 16 de abril de 2011, 20:00 (UTC -5)                  | Loros U. de C.                                                       | 4:0 (0:0) (Global 5:1) | Delfines | Estadio Olímpico Universitario de Colima, Colima, Colima            |                                                                     |
|                                                      | M. Rebolledo 60' · S. Vizcarra 70' · O. Burciaga 87' · D. Campos 89' | Reporte                |          | Asistencia: 1 000 espectadores Árbitro(s): Jorge Adán Tonix Vázquez | Asistencia: 1 000 espectadores Árbitro(s): Jorge Adán Tonix Vázquez |
| Loros U. de C. avanzó a cuartos de final. Global 5-1 |                                                                      |                        |          |                                                                     |                                                                     |

| 14 de abril de 2011, 15:00 (UTC -5) | Inter Playa | 0:0     | Chivas Rayadas | Estadio Mario Villanueva Madrid, Playa del Carmen, Quintana Roo        |                                                                        |
|                                     |             | Reporte |                | Asistencia: 300 espectadores Árbitro(s): Rodolfo Jair Villanueva Pérez | Asistencia: 300 espectadores Árbitro(s): Rodolfo Jair Villanueva Pérez |

| 17 de abril de 2011, 10:00 (UTC -5)                  | Chivas Rayadas                                        | 4:2 (3:0) (Global 4:2) | Inter Playa                     | Estadio Omnilife, Zapopan, Jalisco                                |                                                                   |
|                                                      | M. Nieblas 8', 18' · J. Martínez 38' · A. Ramírez 68' | Reporte                | 63' J. Rivera · 70' L. Carrillo | Asistencia: 200 espectadores Árbitro(s): Jesús Bisguerra Mendiola | Asistencia: 200 espectadores Árbitro(s): Jesús Bisguerra Mendiola |
| Chivas Rayadas avanzó a cuartos de final. Global 4-2 |                                                       |                        |                                 |                                                                   |                                                                   |

### Cuartos de final
| 20 de abril de 2011, 16:00 (UTC -5) | Vaqueros                                        | 3:2 (2:1) | Cruz Azul Jasso                    | Unidad Deportiva Revolución Mexicana, Tonalá, Jalisco               |                                                                     |
|                                     | J. Morán 24' · F. Martínez 31' · L. Morales 71' | Reporte   | 33' D. de la Cruz · 84' J. Sánchez | Asistencia: 200 espectadores Árbitro(s): Luis Miguel Tapia González | Asistencia: 200 espectadores Árbitro(s): Luis Miguel Tapia González |

| 23 de abril de 2011, 11:00 (UTC -5)              | Cruz Azul Jasso                      | 3:1 (2:0) (Global 5:4) | Vaqueros       | Estadio 10 de diciembre, Jasso, Hidalgo                          |                                                                  |
|                                                  | O. López 10', 45' · D. Caballero 56' | Reporte                | 53' L. Morales | Asistencia: 500 espectadores Árbitro(s): Adalid Maganda Villalva | Asistencia: 500 espectadores Árbitro(s): Adalid Maganda Villalva |
| Cruz Azul Jasso avanzó a Semifinales. Global 5-4 |                                      |                        |                |                                                                  |                                                                  |

| 20 de abril de 2011, 20:00 (UTC -5) | UAEM            | 1:2 (0:1) | Bravos                          | Estadio Universitario Alberto "Chivo" Córdoba, Toluca, Estado de México |                                                                   |
|                                     | A. Alvarado 58' | Reporte   | 8' O. Fernández · R. Arciga 54' | Asistencia: 500 espectadores Árbitro(s): Jesús Bisguerra Mendiola       | Asistencia: 500 espectadores Árbitro(s): Jesús Bisguerra Mendiola |

| 23 de abril de 2011, 19:15 (UTC -5)     | Bravos                                            | 4:2 (1:1) (Global 6:3) | UAEM                           | Unidad Deportiva Benito Juárez, Nuevo Laredo, Tamaulipas            |                                                                     |
|                                         | M. Núñez 29' · H. Quintero 51' · S. Luna 70', 75' | Reporte                | 20' M. Garduño · 65' M. Zárate | Asistencia: 2 500 espectadores Árbitro(s): Marco Antonio Ortíz Nava | Asistencia: 2 500 espectadores Árbitro(s): Marco Antonio Ortíz Nava |
| Bravos avanzó a Semifinales. Global 6-3 |                                                   |                        |                                |                                                                     |                                                                     |

| 20 de abril de 2011, 16:00 (UTC -5) | Atlético Tapatío | 1:3 (0:2) | Celaya                                       | Estadio Arreola, Chalco, Estado de México                            |                                                                      |
|                                     | A. Vázquez 90+3' | Reporte   | 18' C. Ramos · 33' O. Lozano · 88' R. García | Asistencia: 200 espectadores Árbitro(s): Ilya Izaskun Flores Florian | Asistencia: 200 espectadores Árbitro(s): Ilya Izaskun Flores Florian |

| 23 de abril de 2011, 20:30 (UTC -5)     | Celaya                                               | 4:1 (1:1) (Global 7:2) | Atlético Tapatío | Estadio Miguel Alemán Valdés, Celaya, Guanajuato                          |                                                                           |
|                                         | J. Rosas 5' · J. Hernández 54', 90' · J. Vázquez 74' | Reporte                | 34' G. Núñez     | Asistencia: 9 000 espectadores Árbitro(s): Emerson Gustavo Zamora Ramírez | Asistencia: 9 000 espectadores Árbitro(s): Emerson Gustavo Zamora Ramírez |
| Celaya avanzó a Semifinales. Global 7-2 |                                                      |                        |                  |                                                                           |                                                                           |

| 20 de abril de 2011, 17:00 (UTC -5) | Chivas Rayadas  | 1:1 (0:1) | Loros U. de C. | Estadio Omnilife, Zapopan, Jalisco                         |                                                            |
|                                     | J. Martínez 53' | Reporte   | 44' D. Campos  | Asistencia: 300 espectadores Árbitro(s): Uriel Olvera Ríos | Asistencia: 300 espectadores Árbitro(s): Uriel Olvera Ríos |

| 23 de abril de 2011, 20:00 (UTC -5)             | Loros U. de C. | 1:2 (1:0) (Global 2:3) | Chivas Rayadas                   | Estadio Olímpico Universitario de Colima, Colima, Colima       |                                                                |
|                                                 | A. Galván 4'   | Reporte                | 89' S. Sandoval · 90' R. Arriaga | Asistencia: 1 000 espectadores Árbitro(s): Arturo Cruz Hurtado | Asistencia: 1 000 espectadores Árbitro(s): Arturo Cruz Hurtado |
| Chivas Rayadas avanzó a Semifinales. Global 2-3 |                |                        |                                  |                                                                |                                                                |

### Semifinales
| 27 de abril de 2011, 19:15 (UTC -5) | Bravos                               | 4:0 (1:0) | Cruz Azul Jasso | Unidad Deportiva Benito Juárez, Nuevo Laredo, Tamaulipas           |                                                                    |
|                                     | O. Alanís 5', 71', 76' · S. Luna 58' | Reporte   |                 | Asistencia: 2 500 espectadores Árbitro(s): Osvaldo Hernández Cobos | Asistencia: 2 500 espectadores Árbitro(s): Osvaldo Hernández Cobos |

| 30 de abril de 2011, 11:00 (UTC -5)  | Cruz Azul Jasso             | 2:5 (1:2) (Global 2:9) | Bravos                                                                | Estadio 10 de diciembre, Jasso, Hidalgo                                    |                                                                            |
|                                      | J. Lazo 11' · L. Trillo 77' | Reporte                | 3', 51' O. Fernández · 65' M. Núñez · 89' R. Arciga · 90+1' H. García | Asistencia: 300 espectadores Árbitro(s): Edmundo Schleiden Gutierrez Olazo | Asistencia: 300 espectadores Árbitro(s): Edmundo Schleiden Gutierrez Olazo |
| Bravos avanzó a la Final. Global 2-9 |                             |                        |                                                                       |                                                                            |                                                                            |

| 27 de abril de 2011, 18:00 (UTC -5) | Chivas Rayadas                 | 2:2 (2:1) | Celaya                          | Estadio Omnilife, Zapopan, Jalisco                                  |                                                                     |
|                                     | R. Arriaga 7' · M. Nieblas 39' | Reporte   | 36' J. Hernández · 69' J. Garza | Asistencia: 2 000 espectadores Árbitro(s): Marco Antonio Ortíz Nava | Asistencia: 2 000 espectadores Árbitro(s): Marco Antonio Ortíz Nava |

| 30 de abril de 2011, 20:00 (UTC -5)                                             | Celaya         | 1:1 (1:1) (Global 3:3) | Chivas Rayadas | Estadio Miguel Alemán Valdés, Celaya, Guanajuato                     |                                                                      |
|                                                                                 | A. Riestra 11' | Reporte                | 7' M. Nieblas  | Asistencia: 20 000 espectadores Árbitro(s): Mario Alcántara González | Asistencia: 20 000 espectadores Árbitro(s): Mario Alcántara González |
| Chivas Rayadas avanzó a la Final tras ganar 4-5 en serie de penales. Global 3-3 |                |                        |                |                                                                      |                                                                      |

### Final
| 4 de mayo de 2011, 10:00 (UTC -5) | Chivas Rayadas | 1:0 (0:0) | Bravos | Estadio Omnilife, Zapopan, Jalisco                                |                                                                   |
|                                   | M. Nieblas 78' | Reporte   |        | Asistencia: 200 espectadores Árbitro(s): Jesús Bisguerra Mendiola | Asistencia: 200 espectadores Árbitro(s): Jesús Bisguerra Mendiola |

| 7 de mayo de 2011, 19:15 (UTC -5)                             | Bravos | 0:1 (0:0) (Global 0:2) | Chivas Rayadas  | Unidad Deportiva Benito Juárez, Nuevo Laredo, Tamaulipas            |                                                                     |
|                                                               |        | Reporte                | 66' A. Coronado | Asistencia: 7 000 espectadores Árbitro(s): Marco Antonio Ortíz Nava | Asistencia: 7 000 espectadores Árbitro(s): Marco Antonio Ortíz Nava |
| Chivas Rayadas campeón del Torneo Revolución 2011. Global 0-2 |        |                        |                 |                                                                     |                                                                     |

| Campeón Torneo Revolución 2011 |
| ------------------------------ |
|                                |
| Chivas Rayadas                 |
| 1er Título                     |